# 9-я мотострелковая дивизия
9-я мотострелковая Краснодарская Краснознамённая, орденов Кутузова и Красной Звезды дивизия имени Верховного Совета Грузинской ССР (сокр. 9 мсд, в/ч 09332) — стрелковая, горнострелковая, пластунская, мотострелковая дивизия Рабоче-крестьянской Красной армии и Вооружённых сил СССР.
Принимала участие в Гражданской и в Великой Отечественной войнах.

## История
Соединение имело наименования:
- с июля 1918 года — 1-я Курская советская пехотная дивизия;
- с сентября 1918 года — 9-я пехотная дивизия;
- с октября 1918 года — 9-я стрелковая дивизия;
- с 16.10.1921 года — 1-я Кавказская стрелковая бригада и 2-я Кавказская стрелковая бригада;
- с 22.07.1922 года — 1-я Кавказская стрелковая дивизия;
- с 1931 года — 1-я горнострелковая дивизия;
- с 1936 года — 9-я горнострелковая дивизия;
- с сентября 1943 года — 9-я пластунская стрелковая дивизия;
- с июня 1946 года — 9-я отдельная кадровая пластунская стрелковая бригада];
- с 9.6.1949 года — 9-я горнострелковая дивизия;
- с 10.6.1954 года — 9-я стрелковая дивизия;
- с мая 1957 года — 80-я мотострелковая дивизия;
- с декабря 1964 года восстановлен номер дивизии, бывший в период Великой Отечественной войны — 9-я мотострелковая дивизия;
- с октября 1992 года — 131-я отдельная мотострелковая бригада;
- с 1.2.2009 года — 7-я Краснодарская Краснознамённая орденов Кутузова и Красной Звезды военная база.

### Формирование
107-я мотострелковая дивизия была сформирована 20 июля 1918 года как 1-я Курская советская пехотная дивизия из красногвардейских и партизанских отрядов Курской, Льговской и Белгородской губерний. Дивизия вошла в состав 13-й армии Южного фронта и успешно отражала удары немецких войск под Курском.
В дивизию входили 18 пехотных батальонов, 4 конных сотни, 17 батарей, инженерная рота и другие спецподразделения и команды — всего до 25 тысяч бойцов и около 5 тысяч лошадей. Боевыми частями дивизии были 3 бригады (по два полка каждая), конный полк, лёгкая артиллерия бригады, тяжёлый мортирный дивизион, батальон связи, авиационный отряд.
Сформированная дивизия имела мощное вооружение: 100 пулемётов, 29 орудий, 2 броневика, 2 бронепоезда, 3 исправных аэроплана.
В октябре 1918 года получила наименование 9-я стрелковая дивизия. В 1-ю бригаду входили 73-й, 73-й, 75-й стрелковые полки, во 2-ю бригаду — 76-й, 77-й, 78-й стрелковые полки, в 3-ю бригаду − 79-й, 80-й, 81-й стрелковые полки, 9-й артиллерийский полк, 9-й кавполк.
С августа 1919 года по февраль 1920 год 9-я сд находилась в оперативном подчинении 1-й конной армии С. М. Будённого.
С началом боевых действий на Украине дивизия перебрасывается на Харьковское направление в подчинение Командующего Южным фронтом.
За успешные боевые действия за правобережную Украину Моссовет наградил дивизию двумя Красными Знамёнами. Осенью 1920 года участвовала в разгроме Врангеля в Крыму на направлении Геническ — Керчь. Летом 1920 года воевала против Улагаевского десанта врангелевских войск на Кубани.
В октябре 1920 года в оперативное подчинение дивизии переходит 4-я Богучаровская бригада в составе: 1-й сводный Богучарский полк, 2-й сводный Богучарский полк и 3-й сводный Богучарский полк.
1 апреля 1921 года бригада переименовывается в 16-ю отдельную Богучарскую бригаду войск ВЧК, Богучарские полки получают нумерацию 4-й, 5-й, 6-й стрелковые. В июле 1922 года полки направляются: 4-й — в Москву, 5-й — на Кавказ, 6-й — в город Харьков, как полки ОГПУ для несения службы и ведения борьбы с бандитизмом.
4-й Богучарский полк, направленный в Москву, получает наименование 17-й особый полк ОГПУ, 6-й Богучарский полк в Харькове переименовывается в 25-й Украинский полк войск ОПУ, а затем — в 4-й Украинский Краснознаменный полк войск ОГПУ им. Дзержинского.

### В Закавказье

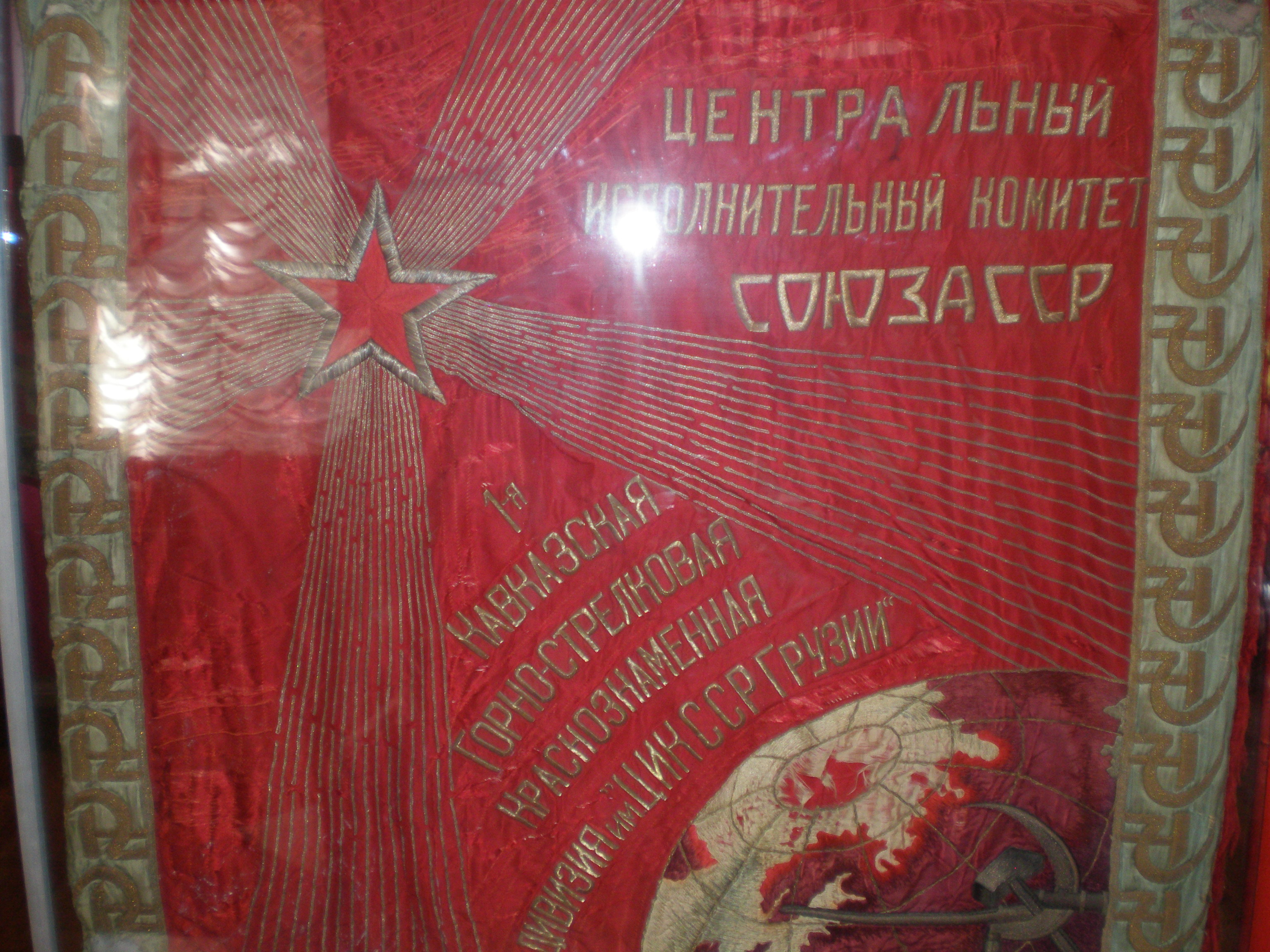
Почётное Революционное Знамя 1-я Кавказская горно-стрелковая дивизия им. ЦИК ССР Грузии. Музей дивизии, Майкоп 2013.

В январе 1921 года 9-я стрелковая дивизия переброшена в Закавказье для установления советской власти
на Кавказе. 25 февраля дивизия в составе 11-й армии вошла в Тбилиси, а в середине марта в Батуми.
- 9 мая 1921 года в дивизию вливается 34-я стрелковая дивизия в составе которой 36-й стрелковый полк).
- 16 октября 1921 года дивизия переформировывается в 1-ю и 2-ю Кавказские бригады с дислокацией в Тбилиси и Батуми. А через 7 месяцев 22 июля 1922 года, из этих двух бригад формируется 1-я Кавказская стрелковая дивизия.

29.02.1928 года к 10-летию РККА дивизия награждается Почётным Революционным Красным Знаменем за выдающиеся заслуги перед Родиной и высокие показатели в боевой учёбе.
Правительство Грузии, учитывая особые заслуги в деле укрепления советской власти в Закавказье взяло шефство над дивизией. Ей присваивается наименование «имени ЦИК ССР Грузии».
Отныне дивизия именуется 1-я Кавказская Краснознамённая стрелковая дивизия имени ЦИК ССР Грузии.
В 1931 году дивизия переформировывается в горнострелковую дивизию.
22 марта 1936 года дивизия награждаетсяОрденом Красной Звезды.
21.05.1936 года переименована и носила название 9-я горнострелковая Краснознамённая ордена Красной Звезды дивизия имени ЦИК ССР Грузии.

## Годы войны

### 9-я горнострелковая дивизия

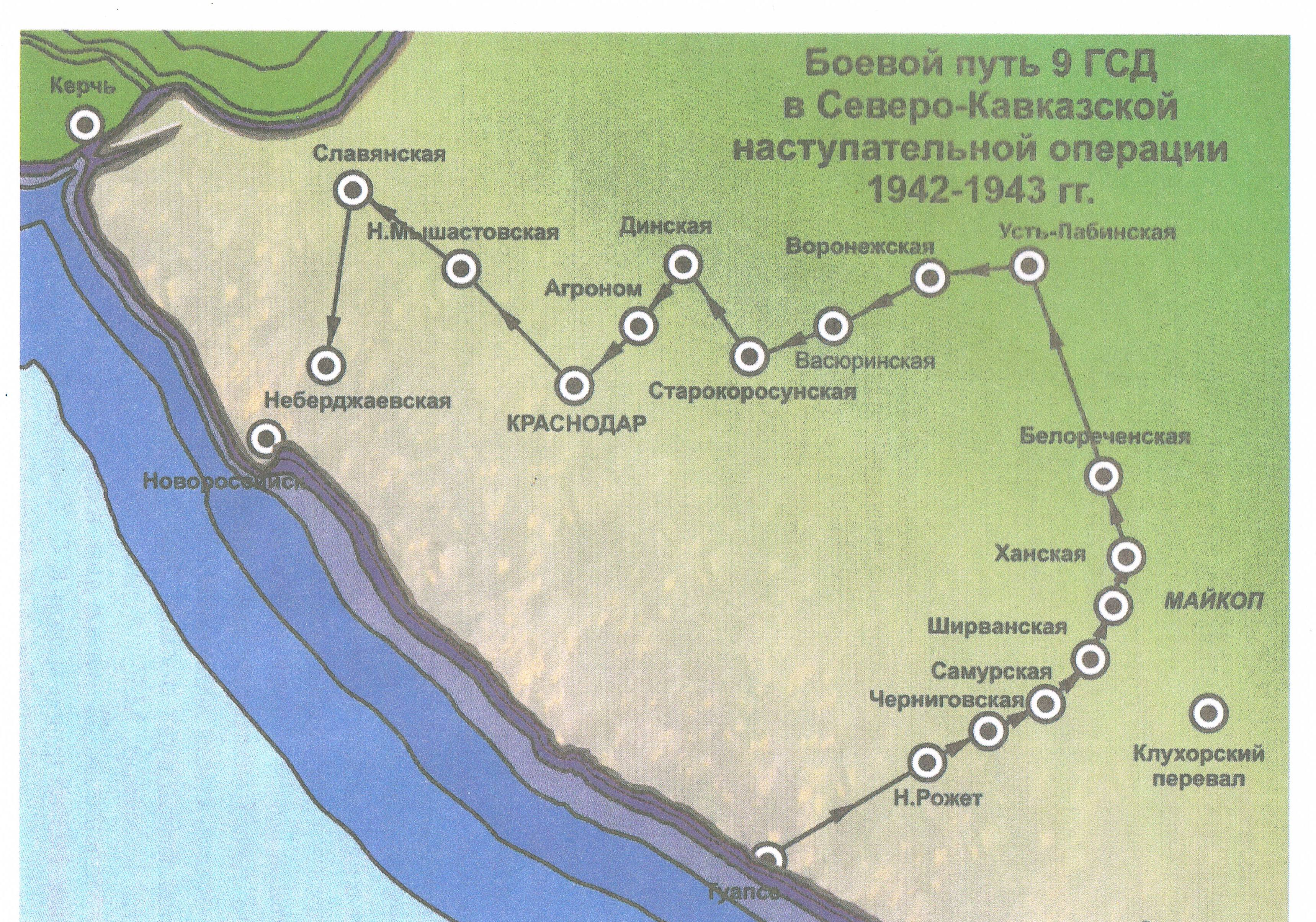
Боевой путь 9 ГСД в Северо-Кавказской наступательной операции. 1942—1943 гг.

- (Схема. 1942—1943) Боевой путь 9 ГСД в Северо-Кавказской наступательной операции. 1942—1943 гг.

#### В обороне Кавказа
С началом войны на южной границе Советского Союза Турция привела в боевую готовность свою армию, начала её сосредоточение к границе СССР с целью, в случае успеха Германии, вторгнуться в пределы Советского Закавказья.
9-я гсд, согласно оперативному плану, уже в июне начали выдвижение для прикрытия государственной границы с Турцией на участке от Сарп до Верхний Марадиди на фронте более 50 км.
На 22.06.1941 года дивизия дислоцировалась в Батуми в составе 40-го стрелкового корпуса, затем, 46-й армии Закавказского фронта. Дивизия обороняла границу с Турцией и занималась строительством оборонительных рубежей. В состав дивизии входили:
- 36-й горнострелковый полк
- 121-й горнострелковый полк
- 193-й горнострелковый полк
- 251-й горнострелковый полк убыл
- 607-й гаубичный артиллерийский полк убыл
- 256-й артиллерийский полк
- 136-й противотанковый артдивизион
- 251 гсп (до 1.1.42 г.),
- 1329 гсп (с 15.5.42 г.),
- 55 оиптд,
- 26 кэск,
- 140 сапб,
- 1432 орс (232 обс),
- 123 медсанбат,
- 161 атр, 104 пхп, 156 двл,

и другие части.
В действующей армии дивизия с 23.11.1941 по 28.01.1942, затем с 15.05.1942 — 05.09.1943
За период с июля 1941 по август 1942 г. из состава дивизии выбыло на фронт для пополнения вновь формируемых соединений несколько тысяч красноармейцев, командиров и политработников.
20 декабря 1941 года на фронт убыло 1654 человека, 18-21 января 1942 года в Баку на формирование 75-й стрелковой дивизии убыл в полном составе 607-й гаубичный артиллерийский полк и 136-й противотанковый артдивизион, в конце января ещё 900 человек в 51-ю армию, в феврале — около 800 человек в Тбилиси, в состав 155-й запасной стрелковой бригады.
В декабре 1941 года 251-й горнострелковый полк и второй дивизион 256-го артиллерийского полка, как десантные, имеющие опыт и практику в десантных операциях, были переброшены в 51-ю армию Северо-Кавказского фронта, где приняли участие в Керченско-Феодосийской десантной операции.
В августе 1942 года 121-й горнострелковый полк с 1-м дивизионом 256-го артполка, переподчинённый непосредственно командующему 46-й армией, переброшен в район Сухуми и 27.08.1942 года впервые вступил в бой с 1-й горнопехотной дивизией 49-го горного армейского корпуса 17-й армии немцев на Клухорском перевале в районе села Гвандри.
Они были переброшены из Батуми в Сухуми по железной дороге и морем. Первыми выгрузились артиллеристы. Разобрав горные пушки и навьючив их на лошадей, они сразу же выдвинулись в горы, на Клухорский перевал. Совершили тяжёлый 75-километровый марш по горной дороге, предварительно подготовленной нашими сапёрами к взрыву. Местами дорога (тропа) сужалась до 1 метра, извиваясь над глубокими ущельями с отвесными стенами. По этой причине дивизион был вынужден передвигаться растянутой цепью и вступал в бой по частям, по мере подхода артиллерийских батарей к месту назначения, к своим боевым порядкам.
Артиллеристы 1-го дивизиона 256-го артполка с позиций у села Гвандры поддерживали своим огнём пехотинцев 121-го гсп.
С утра 21 августа передовая рота 121-го горнострелкового полка под командованием старшего лейтенанта И. И. Табакина атаковала противника и уничтожила до двух рот прорвавшихся фашистов. Ожесточённые бои за Клухорский перевал продолжались до середины октября 1942 года.
Во второй половине сентября в горах резко похолодало, начался обильный снегопад, закрывший перевалы.
Боевые действия в этом районе были прекращены.
121-й горнострелковый полк 13 декабря 1942 года был награждён Орденом Красного Знамени. В этом бою погиб командир 121-го гсп майор Аршава И. И. (награждён орденом Ленина).

#### В боях за Кубань и Адыгею
29 ноября 1942 года по решению Ставки Верховного Главнокомандующего началась передислокация частей 9-й горнострелковой дивизии в район Туапсе.
Перевозки личного состава, техники и вооружения осуществлялись по железной дороге и морем на крейсере «Красный Крым» и военных транспортах «Красная Кубань» и «Дмитров». Сосредоточившись в районе Туапсе, дивизия вошла в состав Черноморской группы войск Закавказского фронта. В начале декабря 1942 года дивизия перебрасывается в район Лазаревской, где началась усиленная подготовка её к горному переходу и к боевым действиям в горах.
Она была передана в состав 46-й армии Черноморской группы войск Закавказского фронта.
Черноморская группа наших войск готовилась к проведению Краснодарской наступательной операции. Перед её началом командующий этой группой генерал-полковник И. Е. Петров решил нанести вспомогательный, отвлекающий удар на майкопско-белореченском направлении, в котором должны были принять участие все полки 9-й горно-стрелковой дивизии под командованием полковника М. В. Евстигнеева. Этот удар включался в общий план боевой операции под кодовым названием «Горы».
В посёлке Лазаревском командующий войсками 46-й армии, в состав которой входила 9-я горнострелковая дивизия (СССР), генерал-лейтенант К. Н. Леселидзе поставил офицерскому составу задачу на подготовку к боевым действиям по организации и проведению контрнаступления.
Совершив в тяжёлых условиях 110-км марш через горный перевал Хокуч, дивизия заняла оборону на реке Пшеха. 14 января 1943 года вступила в бой с немецко-фашистскими войсками в районе Каменки. Дивизия освободила станицы Самурская, Черниговская. 29 января 1943 года освободила Майкоп.

МАЙКОП. Оккупирован 10 августа 1942 г. Освобождён 29 января 1943 г. войсками ЗакФ в ходе Северо-Кавказской операции:
46 А — 9 гсд (полковник Евстигнеев Михаил Васильевич). В освобождении города участвовали Майкопский партизанский отряд «Народные мстители» (Козлов Степан Яковлевич) и Тульский партизанский отряд № 3 «За Родину» (Свердлов Яков Рафаилович).
— http://www.soldat.ru/spravka/freedom/1-ssr-4.html Освобождение городов
СССР
.
Форсировала вброд реку Белую, освободила станицы Белореченская и Гиагинская.
30 января 1943 года её 36-й, 818-й и 1239-й горнострелковые полки освободили а. Бжедугхабль, с. Преображенское, х. Садовый, с. Новосевастопольское, с. Белое, х. Пустотелов, с. Ивановское с. Николаевское, а. Адамий.
31 января 193-й горнострелковый полк дивизии освободил Штурбино, а 1 февраля а.Хатукай.
1 февраля 1329 горнострелковый полк освободил с. Еленовское, хутора Вербовый, Киселёв, Саратов, Пульхеров и Сидоров.
Форсировала по тонкому, изрешечённому минами и снарядами льду реку Кубань у Хатукаевского и в ночь на 2 февраля 1943 года с боями освободила станицу Усть-Лабинскую. В ночь с 6 на 7 февраля 36-й горнострелковый полк освободил станицу Воронежскую и Васюринскую (командир полка майор Д. О. Марковец).
193-й горнострелковый полк 7 февраля изгнал фашистов из станицы Динская.
12 февраля 1943 года 9-я горнострелковая дивизия во взаимодействии с другими соединениями освободила Краснодар. Разведчики 121-го горнострелкового полка водрузили над освобождённым Краснодаром Красное Знамя (командир взвода конной разведки полка лейтенант Крапива М. А.)

За активное участие в боях по освобождению города Краснодара от немецко-фашистских захватчиков 3 сентября 1943 года Приказом Верховного Главнокомандующего дивизии было присвоено почётное наименование «Краснодарская».
С середины февраля в составе 37-й армии участвовала в Краснодарской наступательной операции и в Северо-Кавказской стратегической наступательной операции.

После освобождения Краснодара без передышки дивизия повела наступление на станицы Новомышастовская, Славянская, Крымская и вышла на «Голубую линию» фашистов, прикрывавшую их плацдарм у Новороссийска и Таманского полуострова. В упорных кровопролитных и затяжных боях дивизия закрепилась на северной окраине станицы Неберджаевская. Перед станицей есть долина, которая получила наименование «Поляна Героев». С мая по сентябрь 1943 года эта долина десятки раз переходила из рук в руки.
В апреле- августе 1943 года дивизия в составе 56-й армии вела упорные бои по прорыву «голубой линии» («Готенкопф») противника Новороссийско-Таманской операции.

3 сентября 1943 года, сдав свой участок обороны 89-й стрелковой дивизии, 9-я горнострелковая дивизия выводится сначала в армейский, затем — во фронтовой резерв, а к 11 сентября сосредотачивается в районе Краснодара, перейдя уже в резерв Ставки Верховного Главнокомандования.

### 9-я пластунская стрелковая дивизия

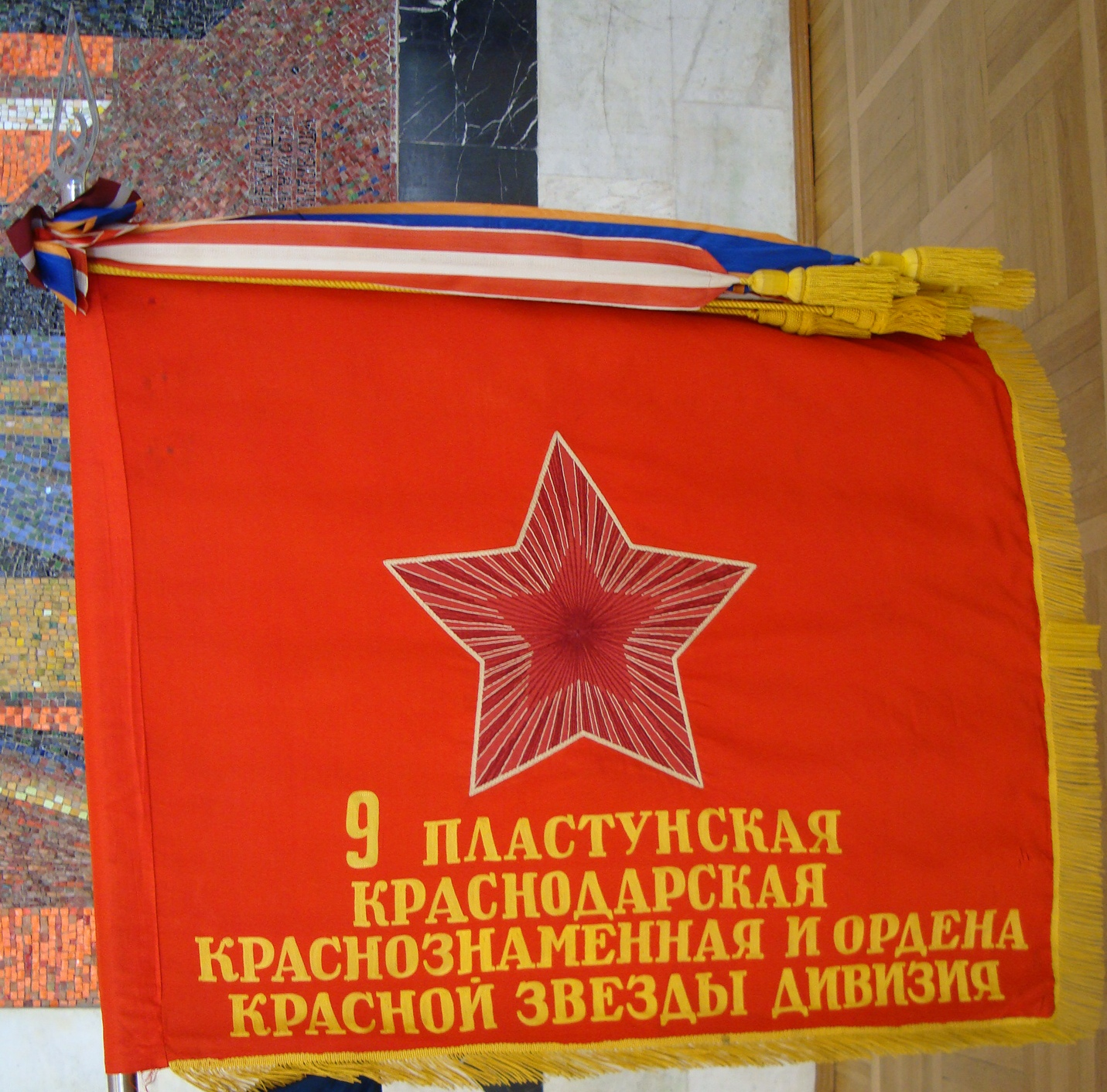
Боевое Знамя 9-й пластунской дивизии

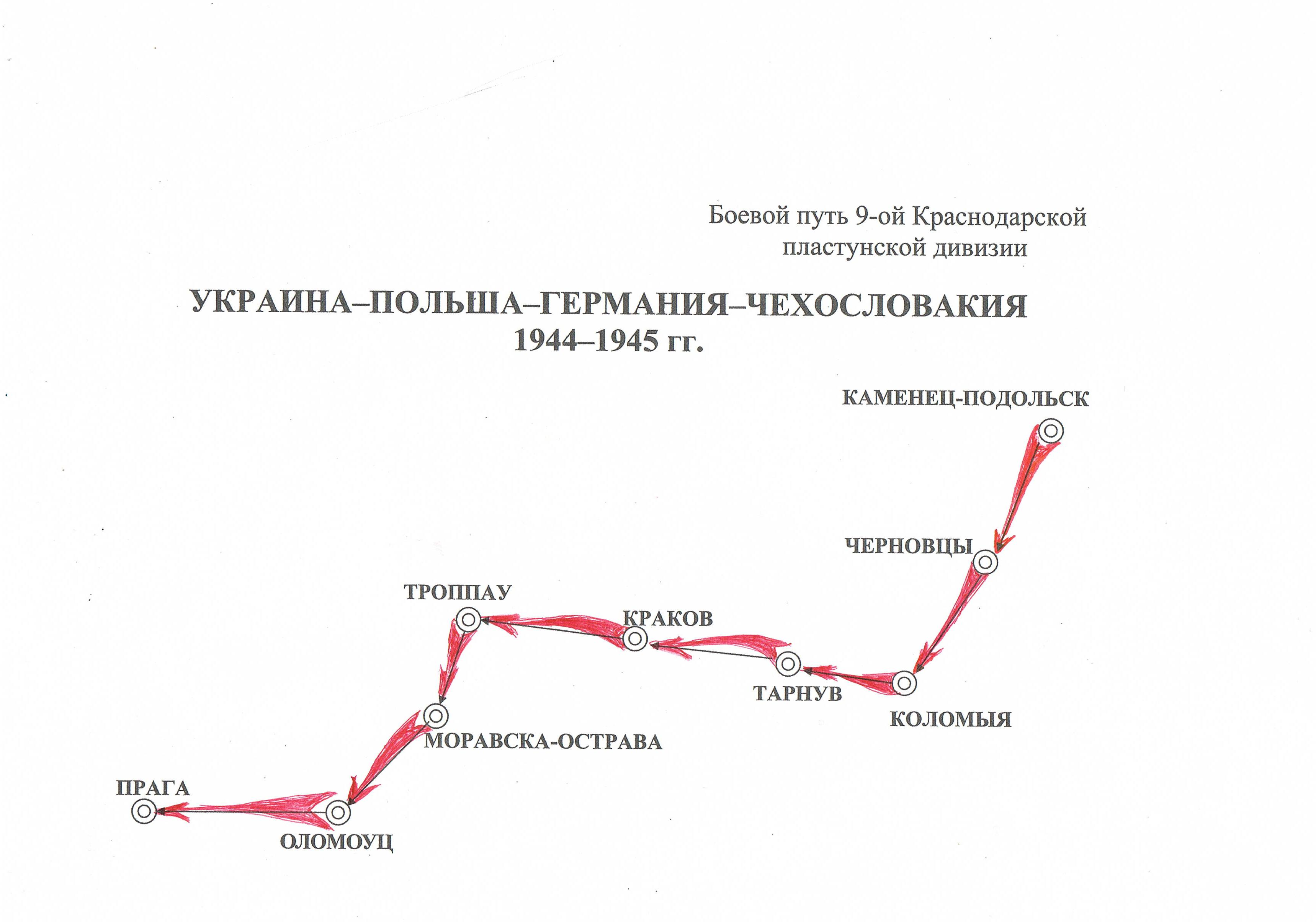
Боевой путь 9-й пластунской стрелковой Краснодарской Краснознамённой орденов Кутузова и Красной Звезды добровольческой дивизии имени Верховного Совета ССР Грузии Схема. 1943—1945

#### Формирование
В начале сентября 1943 года дивизия была выведена в резерв Ставки ВГК и переформирована в 9-ю пластунскую стрелковую Краснодарскую Краснознамённую ордена Красной Звезды дивизию имени ЦИК ССР Грузии, в основном из состава кубанских казаков. Полки дивизии делились на пластунские батальоны и сотни.

По окончании формирования дивизия в своём составе имела:
- управление дивизии;
- 36-й пластунский полк
- 121-й пластунский полк
- 193-й пластунский полк
- 256-й артиллерийский полк
- 1448-й самоходно-артиллерийский Краснознамённый полк
- 55-й отдельный истребительный противотанковый дивизион;
- 544-й отдельный зенитный артиллерийский дивизион;
- подразделения боевого обеспечения (26-я отдельная разведывательная сотня, 140-й отдельный сапёрный батальон, 1432-я отдельная сотня связи, 53-я отдельная сотня химзащиты);
- подразделения тылового и технического обеспечения (161-я отдельная автомобильная сотня подвоза, 104-я полевая хлебопекарня, 123-й отдельный медико-санитарный батальон, 156-й ветеринарный лазарет, дивизионная ремонтная мастерская), отдельная учебная пластунская сотня, взвод управления командующего артиллерией, 203-я полевая почтовая станция[12].

С 21 октября 1943 года по боевому распоряжению Ставки Верховного Главнокомандования от 17 октября 1943 года 9-я пластунская Краснодарская дивизия сосредотачивается в районе города Краснодар с переходом в подчинение Отдельной Приморской армии. Боевое использование дивизии разрешается только по приказу Ставки Верховного Главнокомандования.
- Верховный Главнокомандующий Сталин И. В. 14 октября 1943 года лично принимал комдива полковника Метальникова П. И. по вопросам комплектования пластунской дивизии и вручил ему генеральские погоны.

Части дивизии продолжают заниматься боевой подготовкой, при этом особое внимание уделяется подготовке к действиям на морском побережье.
В этот же период 256-й артиллерийский полк переводится на механизированную тягу .
До марта 1944 года дивизия, в распоряжении Ставки Верховного Главнокомандования, и во временном подчинении отдельной Приморской Армии, дислоцировалась на Кубани. Выполняла задачи по обороне Азовского побережья от станицы Голубицкой до мыса Панагия, и отдельными подразделениями принимала участие в освобождении Крыма.
В составе Отдельной Приморской армии участвовала в январе- феврале 1944 года в обороне Таманского полуострова.

Согласно боевому распоряжению отдельной Приморской Армии 9-я пластунская Краснодарская дивизия в течение двух дней 25 и 26 февраля 1944 года совершает марш в 140 километров и сосредотачивается в районе станции Крымской для погрузки на железнодорожный транспорт. Совершает передвижение и входит в состав 4-го Украинского Фронта .

#### На западном направлении
С 9 марта 1944 года была включена в состав 69-й армии 4-го Украинского фронта, в конце апреля в составе 18-й армии. 20 июня 1944 года от имени Президиума Верховного Совета СССР командир 95-го стрелкового корпуса генерал-майор И. А. Кузовков в торжественной обстановке вручил дивизии Боевое Красное Знамя — 9-й Краснодарской пластунской дивизии (Грамота Верховного Совета от 8 марта 1944 года).
С 21 августа — в составе 33-го гвардейского корпуса 5-й гвардейской армии 1-го Украинского фронта. 23 августа 1944 года дивизия совместно с соединениями 15-го стрелкового корпуса овладела крупным промышленном городом Дембица.

Участвовала в Висло-Одерской наступательной операции. Во Львовско-Сандомирской наступательной операции вела упорные бои южнее города Станислав (Ивано-Франковск), впоследствии — за сандомирский плацдарм.

В Сандомирско-Силезской наступательной операции 1945 в составе 60-й армии дивизия к исходу 16 января 1945 года вышла к реке Висла на участке Серославице, Соколовице Опатовец и захватила переправы. Далее наступала на краковском направлении. Вела успешные бои северо-западнее города Краков и способствовала его освобождению 19 января 1945 года. Развивая наступление в направлении Ратибор (Рацибуж), дивизия во взаимодействии с другими соединениями освободила от немецко-фашистских захватчиков 23 января Хшанув Домбровский угольный бассейн Польши и вышла к 25 января на реку Пшемша. 29 января стремительной атакой овладела Освенцимским концентрационным лагерем
В Верхне-Силезской наступательной операции 1-го Украинского фронта участвовала в освобождении Леобщютц (Глубчице) и 31 марта вышла к реке Опава. В боях с 15 по 30 марта 1945 года дивизия уничтожила около 2,5 тысяч вражеских солдат и офицеров, 65 танков, самоходных артиллерийских установок (штурмовых орудий) и бронетранспортёров, более 90 орудий разных калибров. За образцовое выполнение заданий командования и проявленные при этом доблесть и мужество, Указом Президиума Верховного Совета СССР 26 апреля 1945 года дивизия награждена орденом Кутузова 2-й степени.

В начале апреля 1945 года дивизия в составе армии была передана в 4-й Украинский фронт.

#### На завершающем этапе
В Моравско-Остравской наступательной операции решительными действиями способствовала освобождению войсками 60-й армии города Троппау (Опава), а соединениями 1-й гвардейской и 38-й армий города Моравска-Острава.

Боевой путь, начатый в 1942 году от гор Кавказа, казаки кубанцы закончили в Пражской операции в мае 1945 года на подступах к Праге. Даже после подписания Акта о безоговорочной капитуляции командующим группой армий «Центр» под командованием генерал-фельдмаршала Шёрнера, оставляя арьергарды, отступала на Запад. Пластунская 

дивизия с 9 по 12 мая вела преследование отходящего противника и к 14 часам 12 мая 1945 года, уничтожив врага, сосредоточилась в 17 километров западнее столицы Чехословакии города Праги, пройдя за двое суток 136 километров.
— ЦАМО РФ.Ф.1065.Оп.1.Д.2.Л.46-48
 За ратные подвиги в годы войны более 14 тысяч воинов дивизии были награждены орденами и медалями

## Послевоенный период

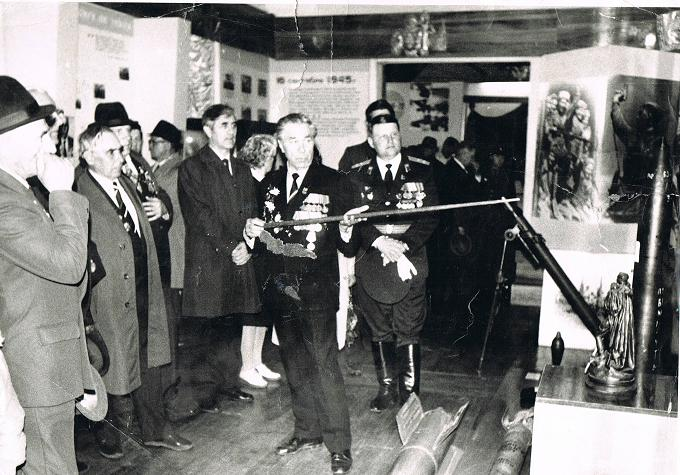
В музее боевой славы 9-й пластунской стрелковой дивизии пластун-артиллерист командир орудия сержант Тарасенко М. Н. и комдив полковник Дорофеев А. А. Майкоп 1988 год.

В сентябре 1945 года дивизия (комдив генерал-майор Метальников П. И. прибыла в Краснодар и сразу после Парада 16 сентября началась массовая демобилизация старших возрастов.
С июня 1946 года — 9-я отдельная кадровая пластунская стрелковая бригада (комбриг генерал-майор Шагин А. И.) в составе 29-го ск дислоцируется в Краснодаре, а 256-й артиллерийский полк (артдивизион) в Усть-Лабинской. Части были скадрованы и получили наименования:
36-й псп — 161-й отдельный пластунский ордена Суворова батальон; 193-й пластунский полк — 157-й отдельный пластунский батальон; 121-й пластунский Краснознамённый полк — 153-й отдельный пластунский Краснознамённый батальон;
С 9 июня 1949 года вновь развёрнута, как 9-я горнострелковая дивизия. 12-го горнострелкового корпуса

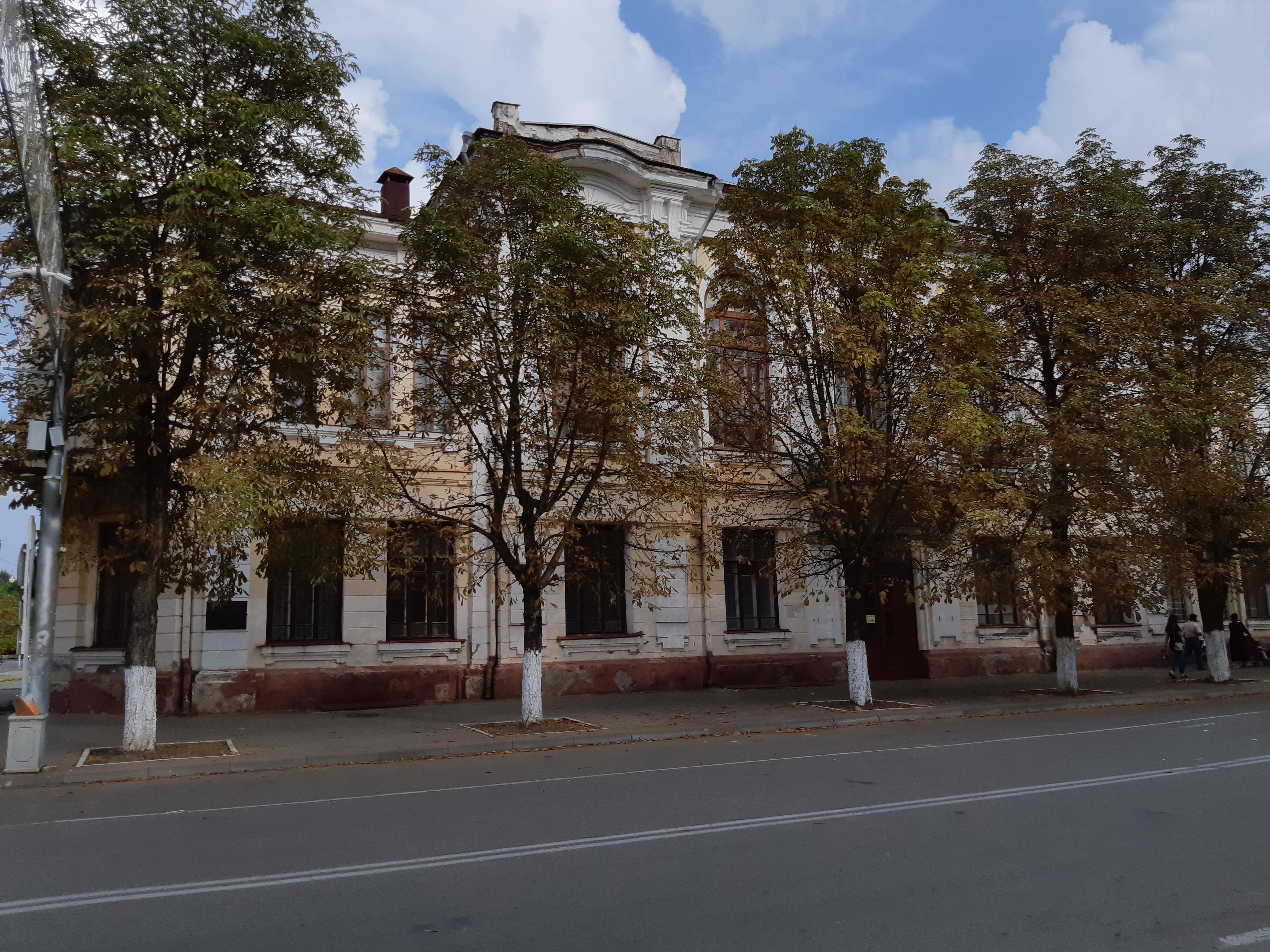
Управление и штаб дивизии в 1950—1992 годы

Управление и штаб дивизии в 1950—1992 годы располагался по улице Краснооктябрьская, 14, Майкоп, Адыгея вместе с Майкопским гарнизонным домом офицеров.
С 17 января 1950 года передислоцирована в Майкоп. С 1950 года дивизия (комдив полковник Горбунов Н А.) (войсковая часть № 09332) была скадрованной. Вооружение и военная техника находилось на хранении, в состоянии консервации, их обслуживание осуществляли военнослужащие кадра дивизии и приписной состав запаса, во время сбора. В соответствии с планами Генерального штаба в случае военных действий дивизия разворачивалась до штатов военного времени гражданами, находящимися в запасе.
С 10 июня 1954 года дивизия (комдив полковник Мамиконьян А. Е.) переформировывается в стрелковую и имеет наименование 9-я стрелковая дивизия.
В мае 1957 года — дивизия (комдив полковник Шестаков А. И.) формируется, как 80-я мотострелковая дивизия.
В 1964 году дивизии возвращают её номер периода Великой Отечественной войны и она вновь именуется 9-я мотострелковая дивизия(комдив генерал-майор Бароев М. С.). На вооружении моторизованных стрелковых частей (полк) 9-й мсд основным средством моторизации (транспортным средством) являлись автомашины «Урал» (УрАЛ-375Д), БТРы или БМП в силу специфических задач, штатным расписанием, массово не предусматривались, так же на вооружении были огневые средства 1 категории, в качестве тягловой силы применялись тягачи МТЛБ, отдельный разведывательный батальон был укомплектован БРДМ, в миномётных батареях в качестве транспортёров использовались автомашины ГАЗ-66, отдельный артиллерийский дивизион был укомплектован САУ с возможностью огня с закрытой огневой позиции, отдельный истребительно-противотанковый дивизион на вооружении имел противотанковые орудия ближнего боя «Рапира» с возможностью огня с закрытой огневой позиции, а также был укомплектован установками ПТУРС на базе БРДМ. В танковых батальонах использовались танки Т-72А. Ракетный дивизион был на гусеничном ходу.
В мае 1967 года, сформированный сапёрный батальон (командир подполковник Н. Д. Пересечанский) численностью 500 человек, разминировал более 70 тысяч снарядов, мин и других взрывоопасных предметов в Апшеронском и Горячеключевском районах Кубани.
В 1967 году в честь 50-летия Великой Октябрьской социалистической революции дивизия награждена Памятным Знаменем ЦК КПСС, Президиума Верховного Совета СССР и Совета Министров СССР.
В 1968 году ЦК КП Грузии, Президиум ВС и Совет Министров Грузии награждает соединение Почётным Красным Знаменем.
19 февраля 1970 года дивизия отмобилизована до штатов военного времени (Военный комиссар Адыгейского военкомата полковник Чернов Е. Ф.) и приняла участие в стратегических манёврах «Двина» c оценкой «отлично». За образцовое выполнение воинского долга Министр обороны СССР объявил всему личному составу благодарность. Дивизия за высокие показатели в боевой и политической подготовке награждена юбилейной грамотой ЦК КПСС Президиума Верховного Совета СССР и Совета Министров СССР и занесена в Книгу почёта Краснознамённого СКВО (комдив полковник Симаков Б. С.)
В середине 1972 года, в связи с резким ухудшением военно-политической обстановки на советско-китайской границе и серьёзными провокациями Китая], дивизия (комдив полковник Симаков Б. С.) была полностью укомплектована личным составом, боевой техникой и вооружением, обеспечена необходимым запасом материальных средств и передислоцирована (как 113-я мотострелковая дивизия) в Дальневосточный военный округ для усиления Восточной группировки войск (Итатка).
Решением Генерального Штаба ВС СССР, из дивизии резерва (второго штата) в/ч 09332 вновь формируется 9-я мотострелковая дивизия (комдив полковник Чумаченко В. Л.).
В честь 50-летия образования СССР, ЦК КПСС, Президиум Верховного Совета СССР и Совет Министров СССР наградил 36-й мотострелковый ордена Суворова полк (командир полка подполковник Золотухин В. А.) в 1972 году Почётным юбилейным знаком «За высокие показатели в боевой учёбе».
В 1986 году дивизия (комдив полковник Дорофеев А. А. занимает 2-е место в Вооружённых Силах СССР в конкурсе по размещению и вопросам тыла (начальник тыла дивизии полковник Яворский).
Поле аварии на Чернобыльской АЭС в 1986 году, в дивизии сформирован отдельный инженерно-сапёрный батальон (командир подполковник Ю. Н. Гончаров) для подготовки и поставке в район катастрофы 3 тысяч резервистов, которые приняли участие в ликвидации последствий аварии на ЧАЭС.
На базе сводного батальона дивизии в 1985—1989 году проводилась усиленная подготовка мотострелковых подразделений, предназначенных для комплектования в Ограниченный контингент советских войск в Афганистане. За высокую боевую и морально-психологическую подготовку личного состава (более 3-х тысяч военнослужащих) от Громова Б. В. командующего 40-й армии ОКСВА командир дивизии Дорофеев А. А. получил благодарность, все воины вернулись без потерь в родные места.

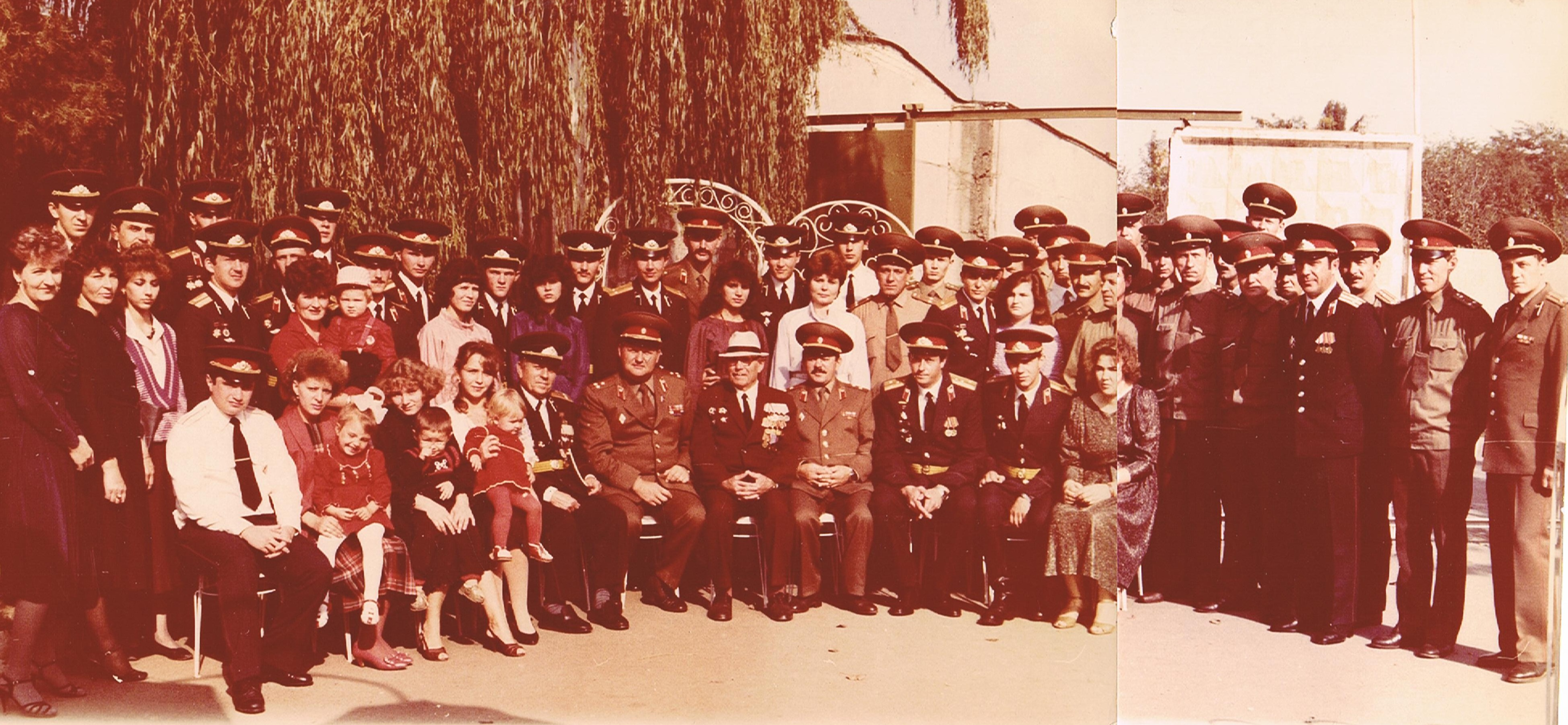
9 мсд-70 лет. Офицеры с семьями. Майкоп 1988

В январе 1989 года для предотвращения межнационального конфликта между братскими Закавказскими республиками, дивизия была отмобилизована, военно-транспортной авиацией на Ил-76 переброшена по воздуху в район Гянджа (Кировабад) и пресекла вооружённое противостояние конфликтующих сторон. Высокую боевую готовность проявили воины дивизии (комдив генерал-майор Дорофеев А. А.) в том числе и 8,5 тысяч её резервистов. Без потерь дивизия вернулась в пункты постоянной дислокации.
В 2025 году дивизия возрождена с номером 107.

### 100-летие соединения
В июле 2018 года исполнилось 100 лет старейшему соединению нашей армии. На юбилейных торжествах приняли участие руководство Краснознамённого ордена Суворова Ю́жного вое́нного о́круга, 49-й общевойсковой армии, руководство Республики Абхазия во главе Президентом Республики Абхазия Раулем Хаджимба, Глава Республики Адыгея Мурат Кумпилов с делегацией, командиры соединения генералы Владимир Губкин (1977—1982), Александр Дорофеев (1985—1991), Юрий Колягин(1991—1992), Михаил Кособоков (2015—2017). По приглашению командира полковника Игоря Егорова прибыли ветераны соединения из Майкопа, Краснодара и других городов. Личный состав военной базы продемонстрировал, что южные рубежи России надёжно защищены. Командир награждён высшей наградой «Слава Адыгеи».

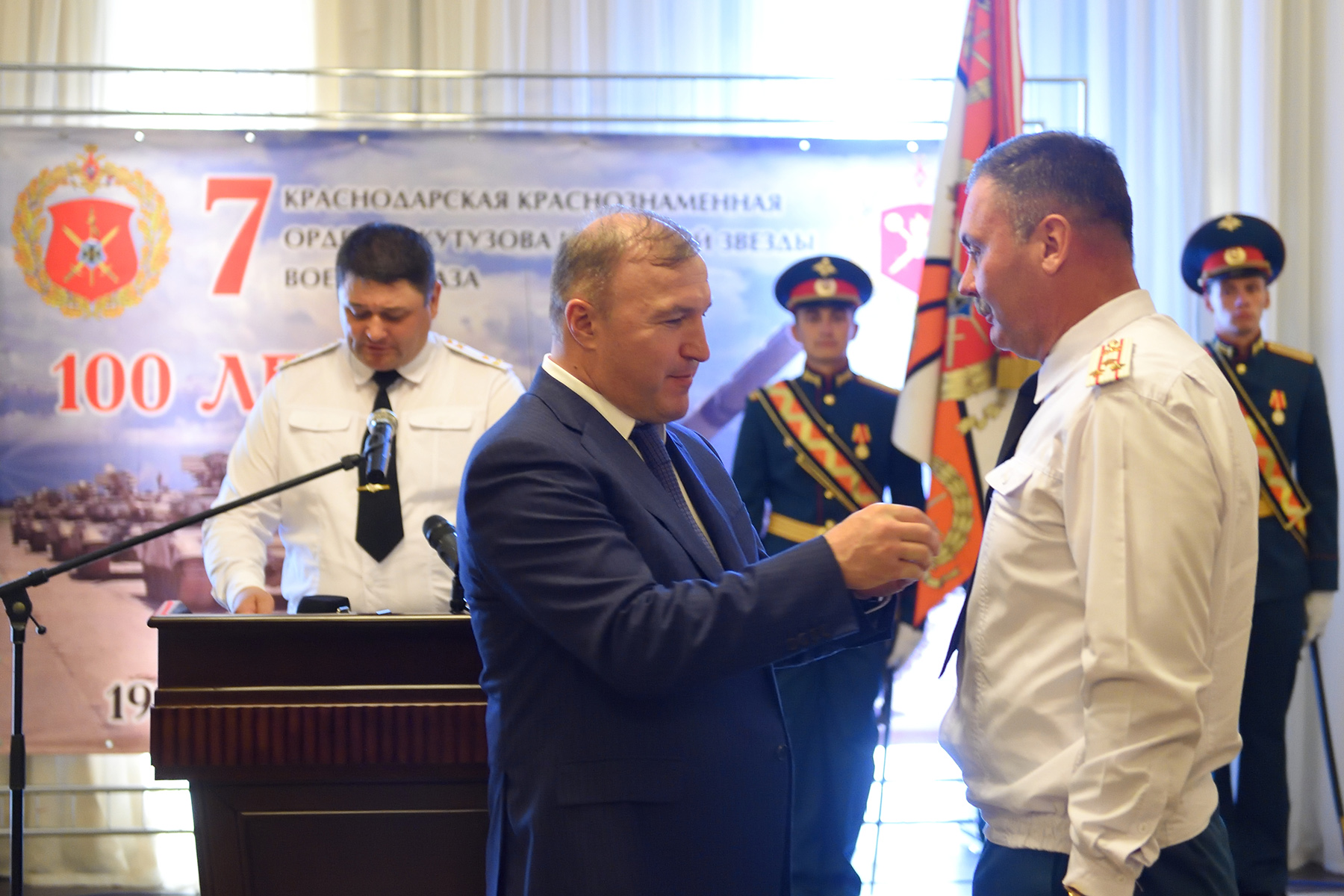
Глава РА Кумпилов вручил медаль «СЛАВА АДЫГЕИ» Егорову И. А.  Сухум 2018.
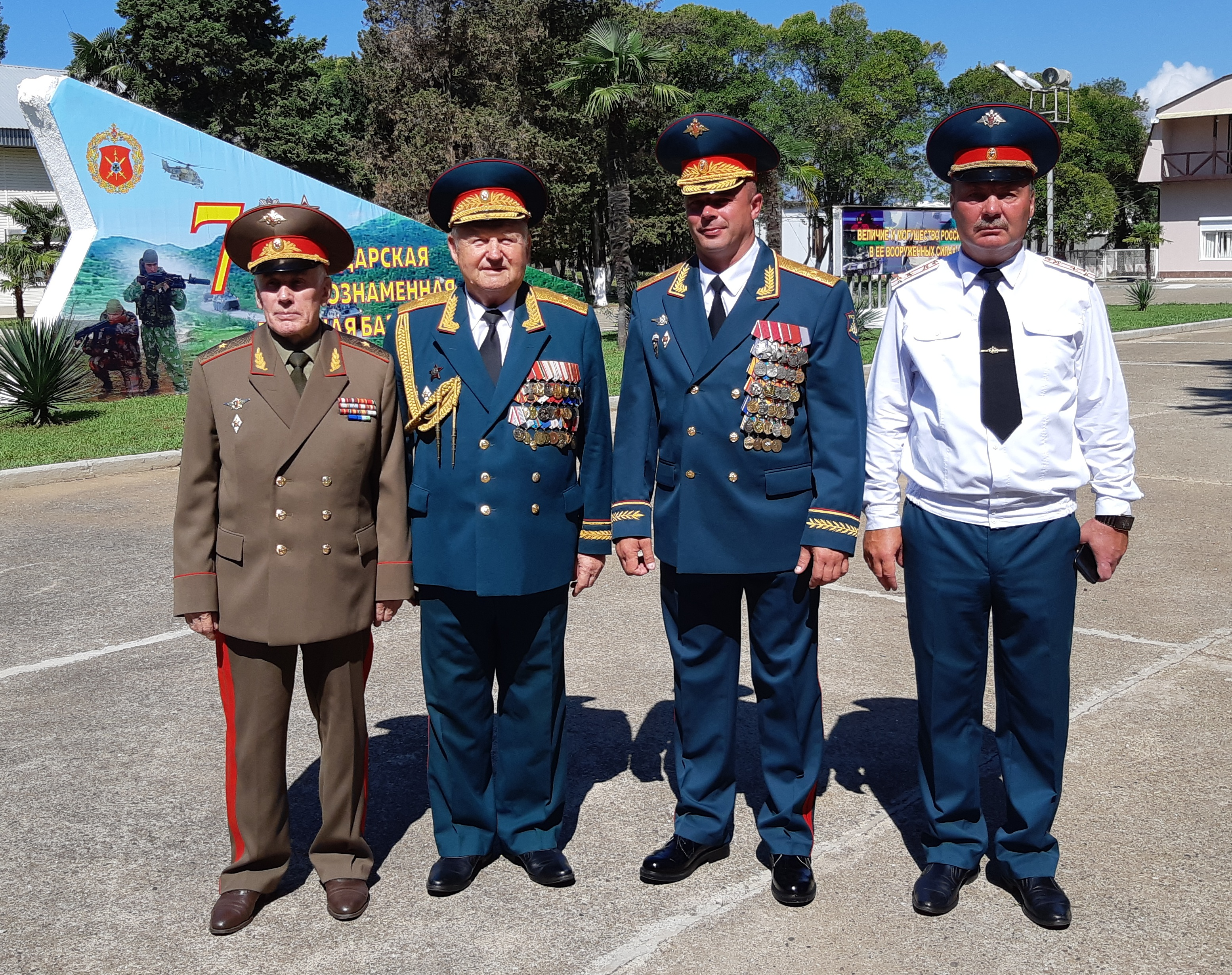
Командиры соединения разных периодов генералы В. Губкин, А. Дорофеев, М. Кособоков, полковник А. Егоров. Гудаута 2018.
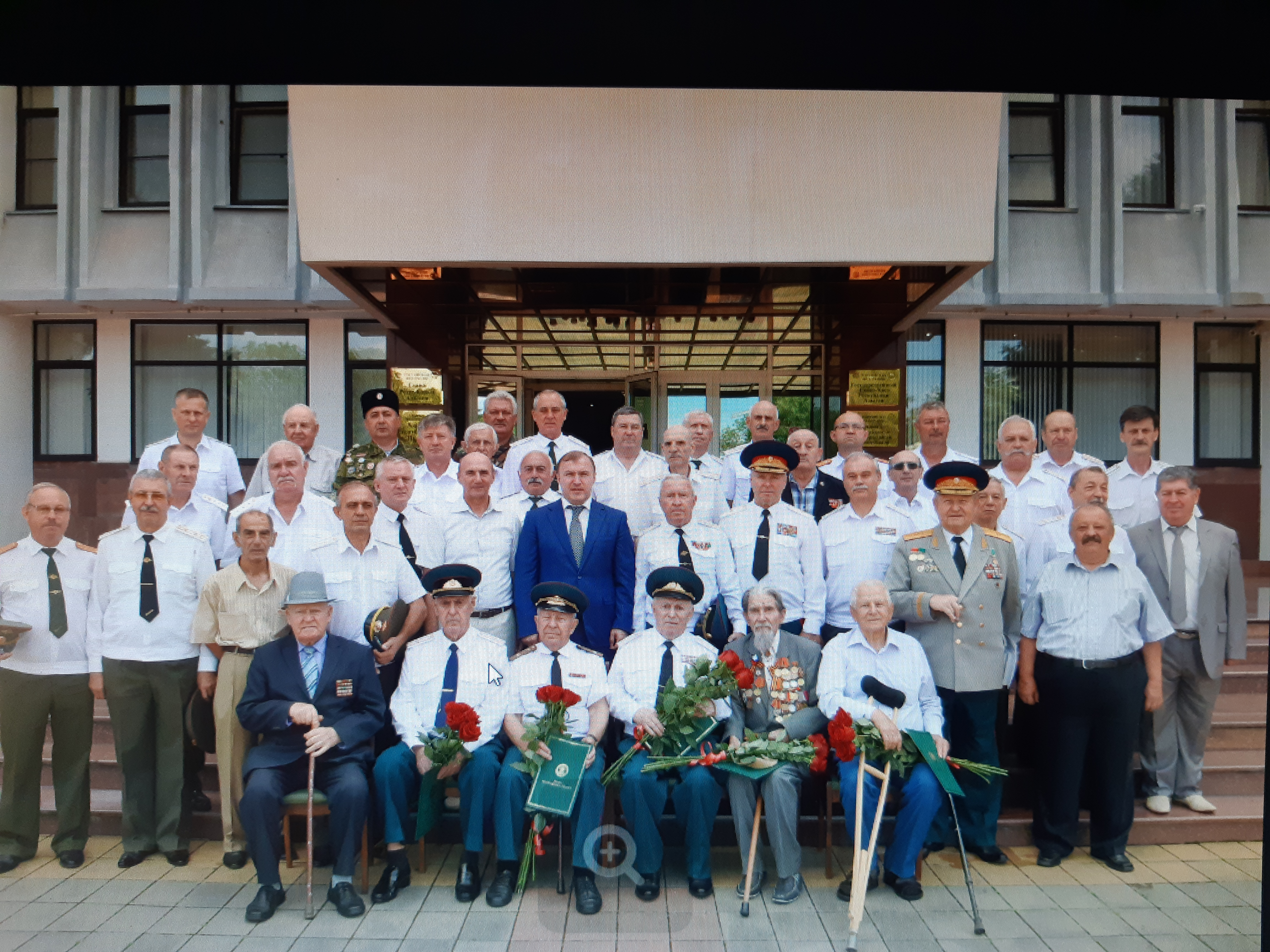
На приёме у Главы РА в честь 100-летия соединения. Майкоп. 2018
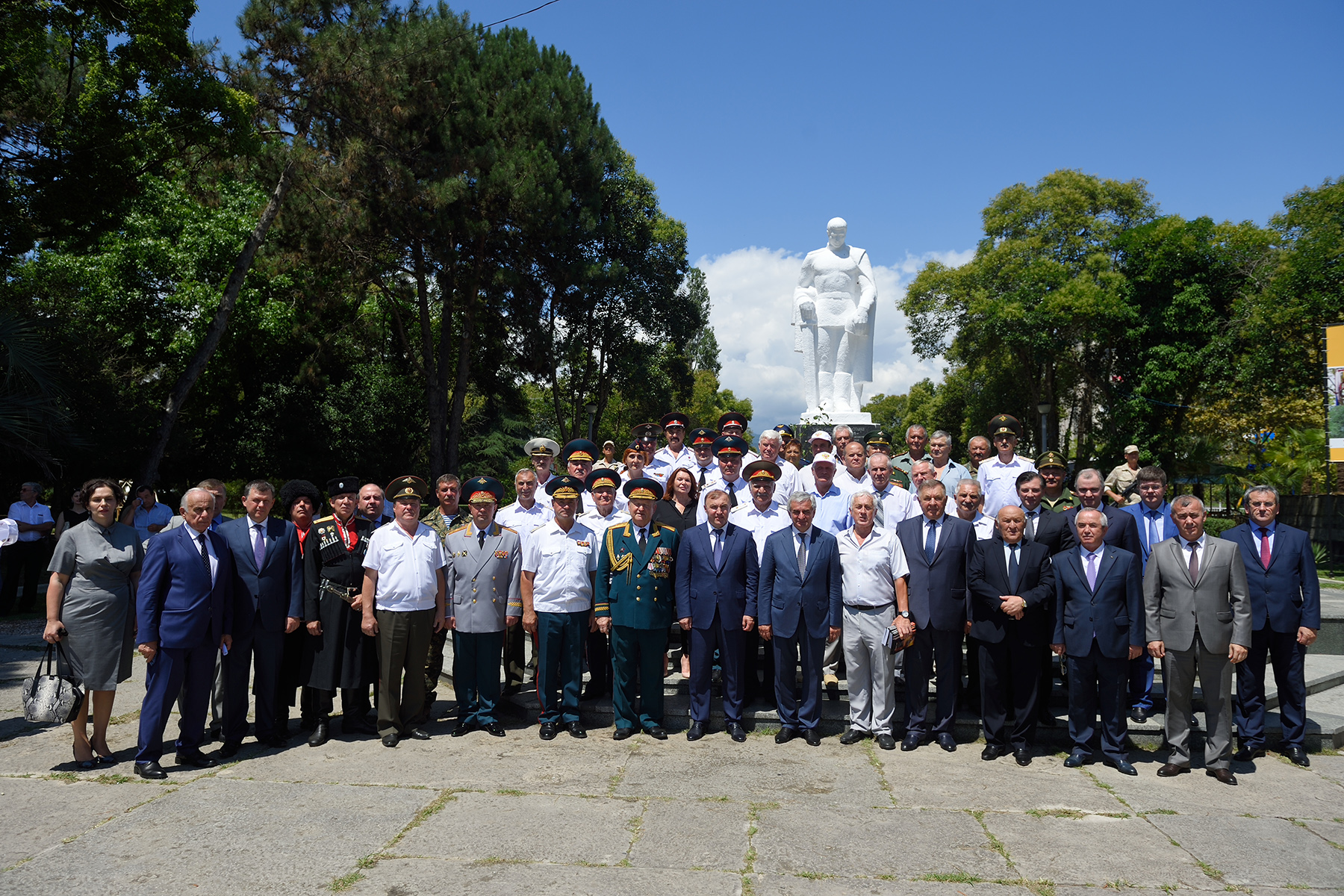
У памятника Неизвестному солдату участники торжеств в честь 100-летия соединения. Сухум 2018.

### Состав дивизии на 1990 год

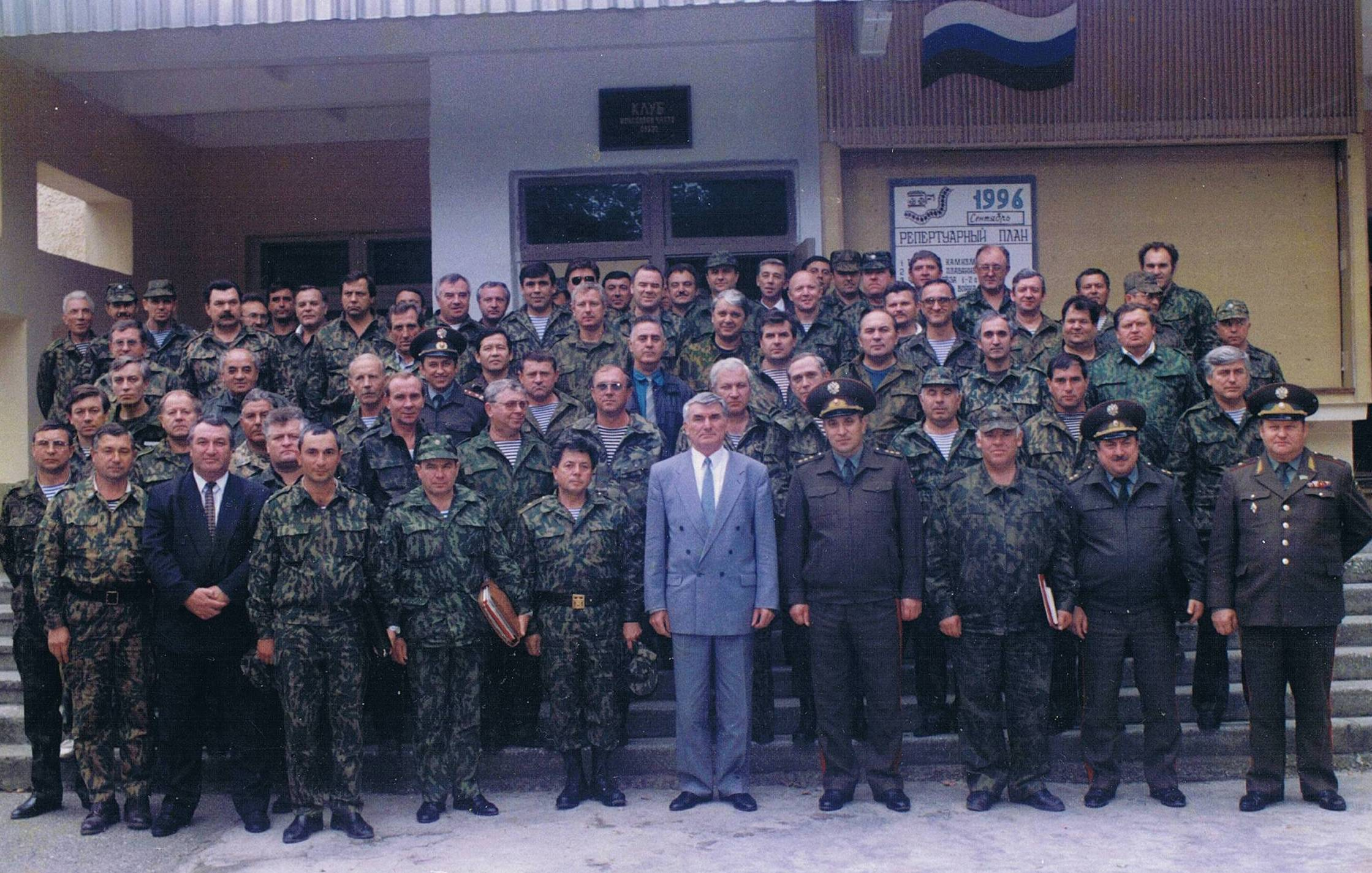
На военном сборе глав районов Адыгеи и Кубани в 9-й мсд.1996. Майкоп. В центре Президент РА Джаримов, Аслан Алиевич правее генералы: Командующий войсками СКВО А. В. Квашнин, заместители командующего войсками СКВО В. Г. Казанцев, Л.Шатворян, А. Дорофеев.

На 1990 год дивизия входила в состав 12-го армейского корпуса (Краснодар) (командир генерал-майор Крутько, Николай Владимирович, начальник штаба корпуса генерал-майор Люфи Ян Кичо) и в своём составе имела:
- Управление: командир дивизии генерал-майор Дорофеев А. А., заместитель командира дивизии-начальник политотдела полковник Захаров Геннадий Васильевич, начальник штаба дивизии полковник Столяров Александр Николаевич, заместитель командира дивизии по вооружению полковник Пиха, Николай Иванович, заместитель командира дивизии по тылу-начальник тыла дивизии полковник Пискижев, Пётр Прокофьевич
- 36-й мотострелковый ордена Суворова полк в/в 69656 (командир полковник Аубакиров Марат Габбасович), (Майкоп)

31 Т-72, 5 БМП-2, 1 БМП-1, 2 БРМ-1К, 7 БТР-80, 4 ПМ-38, 8 2С12 «Сани», 6 Р-145БМ, 1 ПУ-12, 1 МТУ-20
- 121-й мотострелковый Краснознамённый полк в/ч 74216(командир полковник Чирков Виктор Петрович), (Майкоп)

31 Т-72, 4 БМП-2, 2 БРМ-1К, 1 БТР-80, 12 Д-30, 8 2С12 «Сани», 6 Р-145БМ, 1 ПУ-12, 1 МТУ-20)
- 428-й мотострелковый полк в/ч 42746 (командир полковник Богачёв В. С. (Андриевский Виктор Павлович)), (Майкоп)

31 Т-72, 7 БМП-2, 2 БМП-1, 1 БТР-80, 8 2С12 «Сани», 1 БМП-1КШ, 6 Р-145БМ, 1 ПУ-12, 1 МТУ-20
- 391-й танковый полк, в/ч 61638 (командир полковник Андреев Сергей Владимирович (Лымарев)) (Майкоп)

40 Т-72, 5 БМП-2, 3 БМП-1, 2 БРМ-1К, 1 БТР-80, 12 Д-30, 2 БМП-1КШ, 2 Р-145БМ, 1 ПУ-12, 3 РХМ, 13 МТ-ЛБ, 3 МТУ-20
- 340-й артиллерийский полк в/ч 48448 (командир полковник Маринченко Анатолий Васильевич (Морозов В.П)), (Майкоп)

36 2СЗ «Акация», 12 9К51 «Град», 2 ПРП-3, 6 1В18, 2 1В19, 2 Р-145БМ, 22 МТ-ЛБ
- 885-й зенитный ракетный полк (командир полковник Третьяков В. И.), (Майкоп)
- 242-й отдельный ракетный дивизион (командир подполковник Козлов И. А.), (Майкоп)
- 328-й отдельный противотанковый артиллерийский дивизион (командир подполковник Захарченко (Коршунов Н. И.)), (Майкоп)
- 107-й отдельный разведывательный батальон, (командир подполковник Захарченко И. Г.) (Майкоп) (10 БМП-1, 7 БРМ-1К, 6 БТР-80, 2 Р-145БМ)
- 521-й отдельный батальон связи (командир подполковник Гайдук И. Н.), (Майкоп) (11 Р-145БМ)
- 538-й отдельный инженерно-сапёрный батальон (командир подполковник Токменко), (Майкоп) (2 УР-67)
- 343-й отдельный ремонтно-восстановительный батальон (командир подполковник Щиченко Е. Н.)
- 1095-й отдельный батальон материального обеспечения (командир подполковник Галушко А. С.)

Итого: 133 танка, 51 БМП, 16 БТР, 36 САУ, 24 орудия, 28 миномётов, 12 РСЗО

### Реорганизация

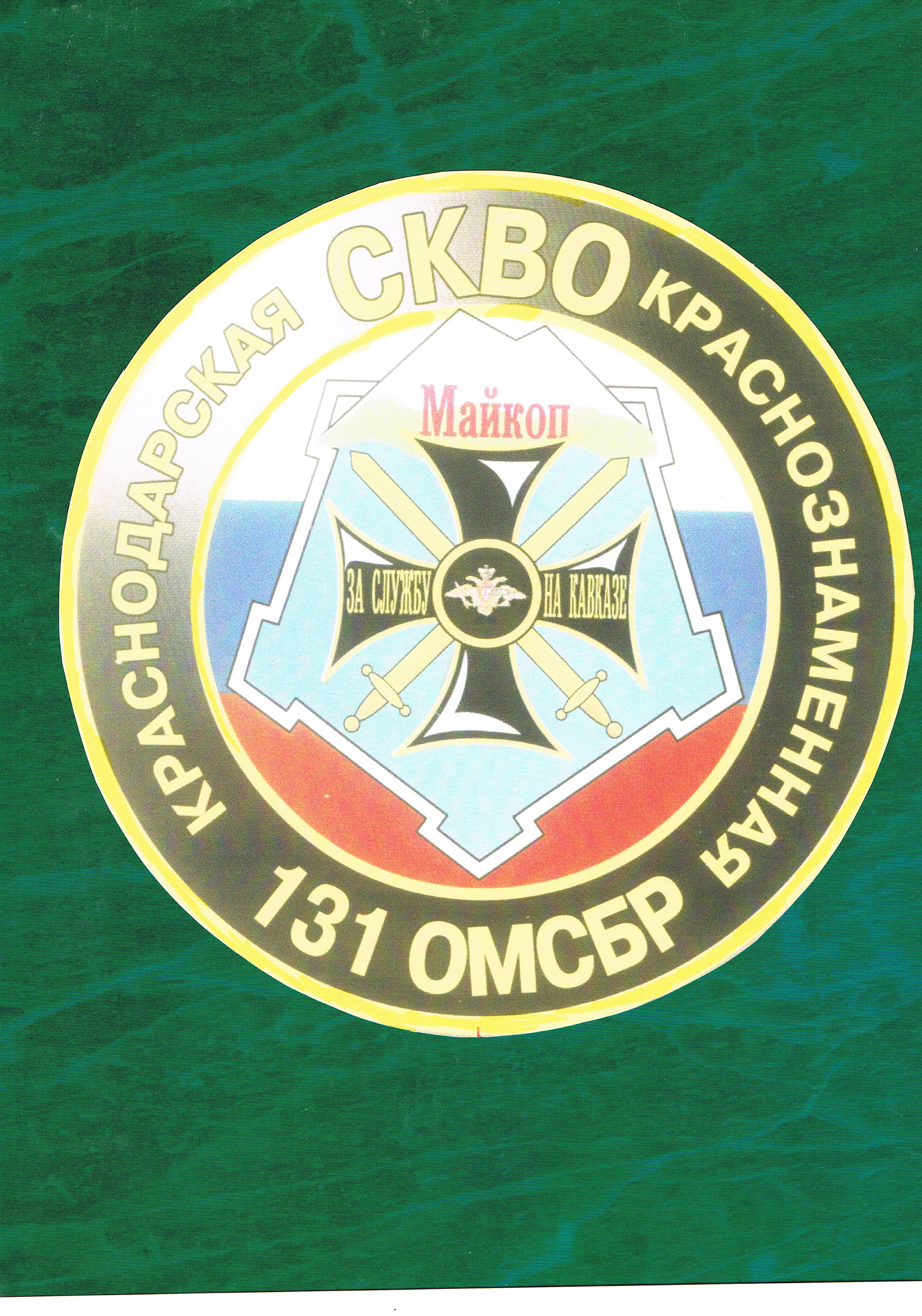
Эмблема 131-й отдельной мотострелковой Краснодарской, Кубанской казачьей бригады.

С октября 1992 года дивизия (комдив генерал-майор Колягин, Юрий Николаевич) реорганизована в 131-ю отдельную мотострелковую Краснодарскую, Краснознамённую, орденов Кутузова и Красной Звезды, Кубанскую казачью бригаду. Первый комбриг — Чирков Виктор Петрович.
С 1996 года 131-я мотострелковая Краснодарская Краснознамённая орденов Кутузова и Красной Звезды Кубанская казачья бригада.
Состав:
- 526-й отдельный мотострелковый батальон;
- 527-й отдельный мотострелковый батальон;
- 529-й отдельный мотострелковый батальон;
- 558-й отдельный мотострелковый батальон;
- 9-й отдельный танковый батальон;
- 95-й отдельный гаубичный самоходный артиллерийский дивизион;
- 108-й отдельный гаубичный самоходный артиллерийский дивизион;
- 109-й отдельный противотанковый артиллерийский дивизион;
- 110-й отдельный зенитный ракетный дивизион;
- 114-й отдельный зенитный ракетный артиллерийский дивизион.

В 2009 году бригада передислоцирована в Абхазию. Её военный городок в Майкопе заняла 291-я аабр, затем из Ботлиха 33-я отдельная мотострелковая бригада(горная)
С 1 февраля 2009 года 131-я омсбр переформирована и создана 7-я Краснодарская Краснознамённая орденов Кутузова и Красной Звезды военная база с пунктами дислокации Гудаута, Очамчира (Абхазия).

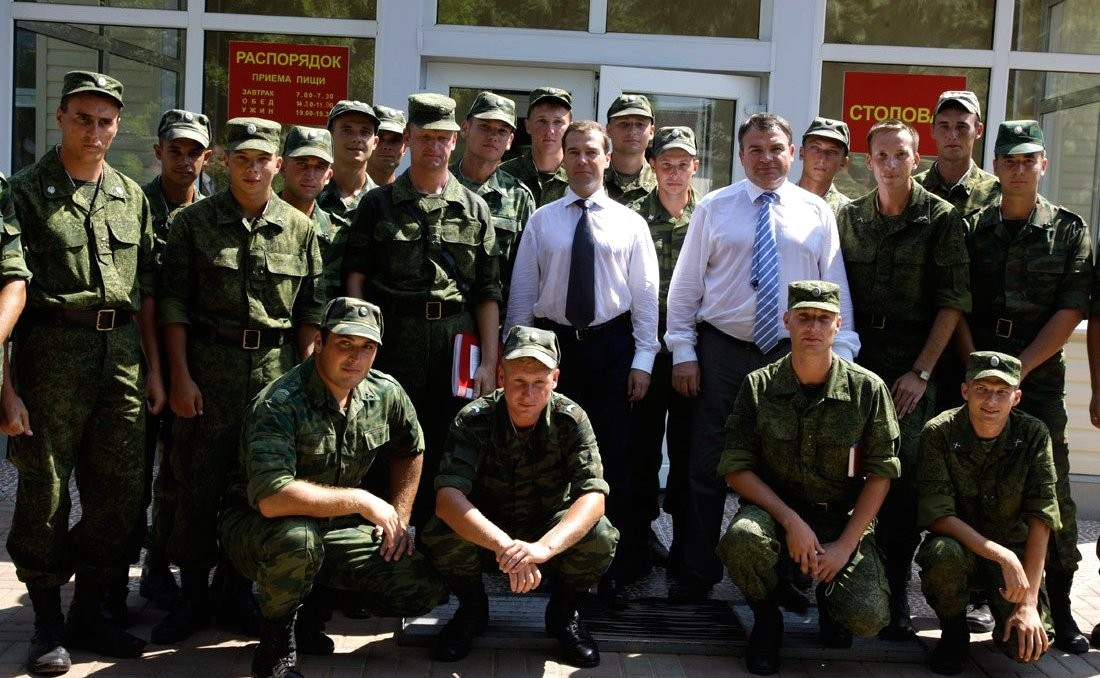
Дмитрий Медведев (в центре) на российской военной базе в Гудауте, 8 августа 2010 года.

## Командование соединения

### В Гражданскую войну
- 3.05.1918 — 23.10.1918 Начдив Глаголев, Василий Павлович
- 23.10.1918 — 30.05.1919 Начдив Молкочанов, Михаил Васильевич
- 30.05.1919 — 18.09.1919 Начдив Орлов, Михаил Александрович
- 18.09.1919 — 3.10.1919 ВРИД Шукевич, Иван Людвигович
- 3.10.1919 — 17.10.1919 Начдив Козицкий, Александр Дмитриевич
- 17.10.1919 — 11.01.1920 Начдив Солодухин, Пётр Андрианович[20]
- 11.01.1920 — 18.06.1921 Начдив Куйбышев, Николай Владимирович
- 18.06.1921 — 7.07.1921 Яновский, Александр Яковлевич
- 7.07.1921 — 13.10.1921 Козицкий, Александр Дмитриевич

### Межвоенный период
- 12.09.1922 — 1.12.1922 Великанов, Михаил Дмитриевич
- 30.12.1922 — 00.10.1927 Яновский, Александр Яковлевич
- 00.08.1931 — 15.05.1932 Ковалёв, Михаил Прокофьевич
- 05.1932 — 02.1935 командир-комиссар Драгилев, Владимир Григорьевич. В 1937 году  был репрессирован, расстрелян. В 1957 году реабилитирован.
- 19.02.1935 — 16.07.1937 комбриг Кевлишвили, Поликарп Гедеонович. В 1937 году  был репрессирован, расстрелян. В 1957 году реабилитирован.
- 08.1937 — 04.1939 полковник, с 17.02.1938 комбриг Сергеев, Всеволод Николаевич
- 4.05.1939 — 15.10.1941 полковник Маслов, Василий Тимофеевич

Комиссары дивизии
- С. П. Восков[20]
- Е. Л. Леонтьев
- Моисей Ионович Лисовский С 21 октября 1920 года по 3 мая 1921 года — военкомдив 9-й стрелковой дивизии, член Реввоенсовета Отдельной Кавказской армии.
- П. И. Кулик
- Петрашин, Иван Матвеевич перед войной и в годы войны

### В Великую Отечественную войну
В период войны дивизией командовали 
- 4.05.1939 — 15.10.1941 полковник  Маслов, Василий Тимофеевич Герой Советского Союза.
- 16.10.1941 — 15.03.1942 полковник Дзабахидзе, Валериан Сергеевич
- 16.03.1942 — 06.03.1943 полковник Евстигнеев, Михаил Васильевич
- 07.03.1943 — 04.04.1943 полковник Шаповалов, Афанасий Ефимович
- 31.03.1943 — 01.07.1943 подполковник, с 31.03.1943 полковник Чёрный, Степан Макарович
- 02.07.1943 — 26.11.1945 полковник, с 14.10.1943 генерал-майор Метальников, Пётр Иванович

Заместители командира по политчасти
- 1943—1946 полковник Петрашин, Иван Матвеевич

Начальники штаба дивизии

### В послевоенный период
Командиры дивизии

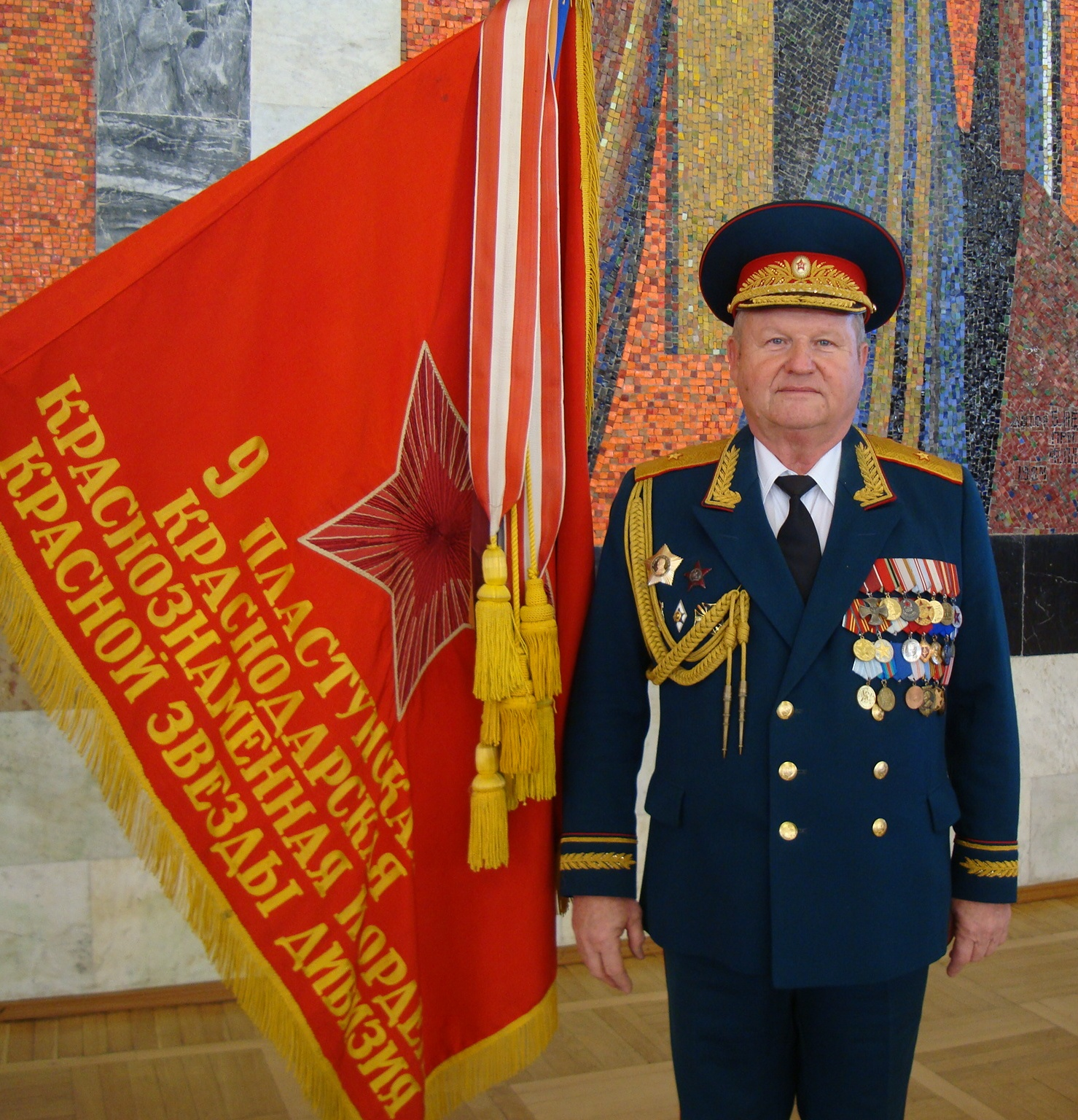
Командир дивизии генерал-майор Дорофеев А. А. у Боевого Знамени 9-й пластунской дивизии.

- 26.11.1945 — 11.01.1951 генерал-майор Щагин, Александр Ильич
- 11.01.1951 — 6.08.1953 полковник Горбунов, Николай Алексеевич
- 6.08.1953 — 18.09.1954 полковник, с 31.05.1954 генерал-майор Кусимов, Тагир Таипович
- 18.09.1954 — 10.12.1955 полковник Мамиконьян, Акоц Ервандович
- 10.12.1955 — 4.11.1957  полковник Быков, Николай Иванович
- 4.11.1957 — 12.01.1961 полковник, с 18.02.1958 генерал-майор Шестаков, Александр Иванович
- 12.01.1961 — 4.12.1964 полковник, с 22.02.1963 генерал-майор Вечкутов, Иван Гаврилович
- 4.12.1964 — 25.04.1970 генерал-майор Бароев, Михаил Сандрович (1919—1994)[21]
- 25.04.1970 — 19.07.1972 генерал-майор Симаков, Борис Степанович
- 19.07.1972 — 00.10.1975 полковник Чумаченко, Владимир Леонидович
- 11.1975-12.1977 полковник Нестеренко, Николай Андреевич
- 01.1977-02.1982 генерал-майор Губкин, Владимир Иванович
- 02.1982-05.1985 генерал-майор Фролов, Борис Андреевич Начальник военного училища (ТВТКУ).
- 06.1985-06.1991 генерал-майор Дорофеев, Александр Анатольевич (род. 4.7.1946). Зам. Командующего войсками СКВО). Инспектор Группы инспекторов ЮВО
- 06.1991-10.1992 полковник (с 1992 года генерал-майор) Колягин, Юрий Николаевич (Род. 22.12.1950) Заместитель командира 8-го ак. Инспектор Группы инспекторов ЮВО

Начальники штаба дивизии
- 1949—1950 полковник Тютиков
- 1971—1973 полковник Бершадский В.
- 1973—1974 полковник Кудрявцев В. Н.
- 1977—1978 подполковник Громов, Борис Всеволодович генерал-полковник. Губернатор Московской области. Член Совета Федерации Федерального Собрания РФ
- 1978—1979 полковник Королёв Константин Константинович
- 1984—1986 полковник Крутских Сергей Дмитриевич
- 1986—1991 полковник Столяров Александр Николаевич с 2003 года генерал-лейтенант
- 1991—1992 полковник Ткаченко Валерий Николаевич

Начальники политического отдела дивизии
- 1949—1950 полковник Факин
- 1950—1951 полковник Меликян
- 1953—1954 полковник Березнюк
- 1957—1958 Полковник Максимов Константин Александрович
- полковник Гладун А. И.
- полковник Журавлёв В. А.
- 1969—1970 полковник Побоженко Н. П.
- 1972 полковник Фёдоров А.
- полковник Смирнов Д. И.
- полковник Лаштабега В. П.
- 1977—1978 полковник Баранов А. П.
- полковник Краюшин В. С.
- 1983—1985 полковник Бартащук, Генрих Владимирович (1939—2012)
- 1985 ВРИО подполковник Осокин, Анатолий Яковлевич
- 1985—1991 полковник Захаров Геннадий Васильевич

Заместители командира по технической части
- 1970—1971 полковник Ерусалимский А. Е.
- 1971—1974 полковник Антипенко С. А.
- 1982—1984 подполковник Павленко
- 1984—1985 полковник Кучер, Виктор Александрович (1933—1993)
- 1986—1988 полковник Калабухов, Николай Семёнович (род 1.1.1946). Зам командира 42 АК- начальник вооружения. Генерал-майор
- 1986—1992 полковник Пиха, Николай Иванович (11.05.1950-2.2.1995)[22]

Заместители командира по тылу
- 1970—1971 полковник Гаврюк Г. С.
- 1972—1973 полковник Комаров В. М.
- 1978—1979 полковник Кузьмин Александр Егорович
- 1984—1986 полковник Яворский
- 1986—1992 полковник Пискижев, Пётр Прокопьевич (10.1.1953-2.1.1995)[22]

### Командование бригады
Бригадой командовали
- 1992—1993 полковник Чирков Виктор Петрович. Первый командир бригады
- 1993-2.1.1995 полковник И. В. Савин (1953—1995) Герой Российской Федерации
- 1995—1996 полковник Мулин В. А.
- 1996—1998 полковник Караогланян А. В.
- 1998—2001 генерал-майор Зарудницкий, Владимир Борисович (c 12.2012 г. генерал-полковник)
- 2001—2003 полковник Цыганков С. А.
- 2003 −12.2003 генерал-майор) Кураленко, Сергей Васильевич
- 2004—2007 генерал-майор) Судаков, Сергей Геннадьевич
- 2008 −2011 генерал-майор Чеботарёв Сергей Валерьевич
- 7-я вб с 2011 полковник Резанцев, Яков Владимирович (генерал-майор)

Начальники штаба бригады 
- 1992—1995 полковник Ларин, Владимир Анатольевич
- 1995—1996 полковник Потоцкий Валерий Владимирович
- 1997 полковник В. А. Филатов
- 1999-06.2001 полковник Зарудницкий, Владимир Борисович (с 12.2012 г. генерал-полковник)
- 2001 полковник В. Я. Сугоняко
- полковник А. А. Кирдей
- полковник Ю. К. Казаков
- полковник Г. С. Олесовец

Заместители командира
- 1992—1995 полковник Андриевский Виктор Павлович
- 1997—1998 полковник Козлов, Олег Александрович (Род.20.4.1963)Герой Российской Федерации. Генерал-полковник.
- 1999—2001 полковник Роот Константин Юрьевич

Заместители командира бригады по воспитательной работе
- подполковник Минибаев Наиль Фаридович
- подполковник В. И. Конопацкий
- полковник А. Р. Макешов
- полковник Гулин Владимир Николаевич
- полковник Романов Геннадий Николаевич

Заместители командира бригады по вооружению
- 1992—1995 полковник Пиха,Николай Иванович (11.05.1950-2.2.1995)[22]

Заместители командира бригады по тылу
- 1995—2000 полковник Галушко Анатолий Степанович
- 1992—1995 полковник Пискижев, Пётр Прокофьевич (10.1.1953-2.1.1995)[22]

## Награды. Почётные наименования. Боевые Знамёна
- 26.02.1928 — присвоено почётное имя «ЦИК Грузинской ССР» позднее «Верховного Совета Грузинской ССР»
- Почётное наименование «Краснознамённая» Почётное Революционное Красное Знаменя ВЦИК 29.02.1928 —
- Орден Красной Звезды 23.02.1936 года
- Почётное наименование «Краснодарская» 12.02.1943 года
- Орден Кутузова II степени 26 апреля 1945 года
- Медаль «Слава Адыгеи»[23] В связи с 90-летием дивизии

Боевые Знамёна 

Боевое Знамя.1-я Стрелковая Кавказская дивизия. Музей 9-й мсд. Майкоп.
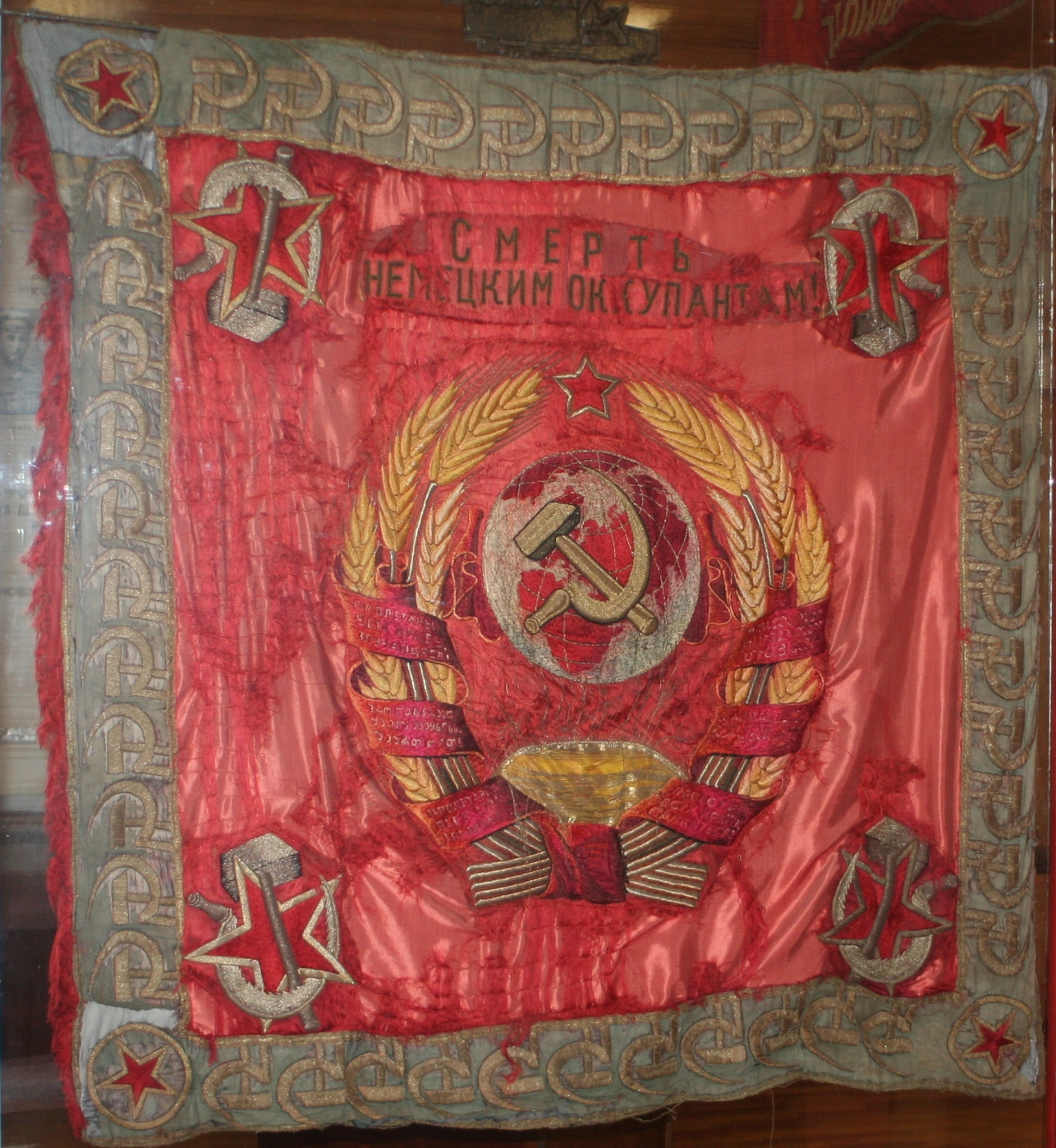
Боевое Знамя.1-я Стрелковая Кавказская дивизия (реверс)..
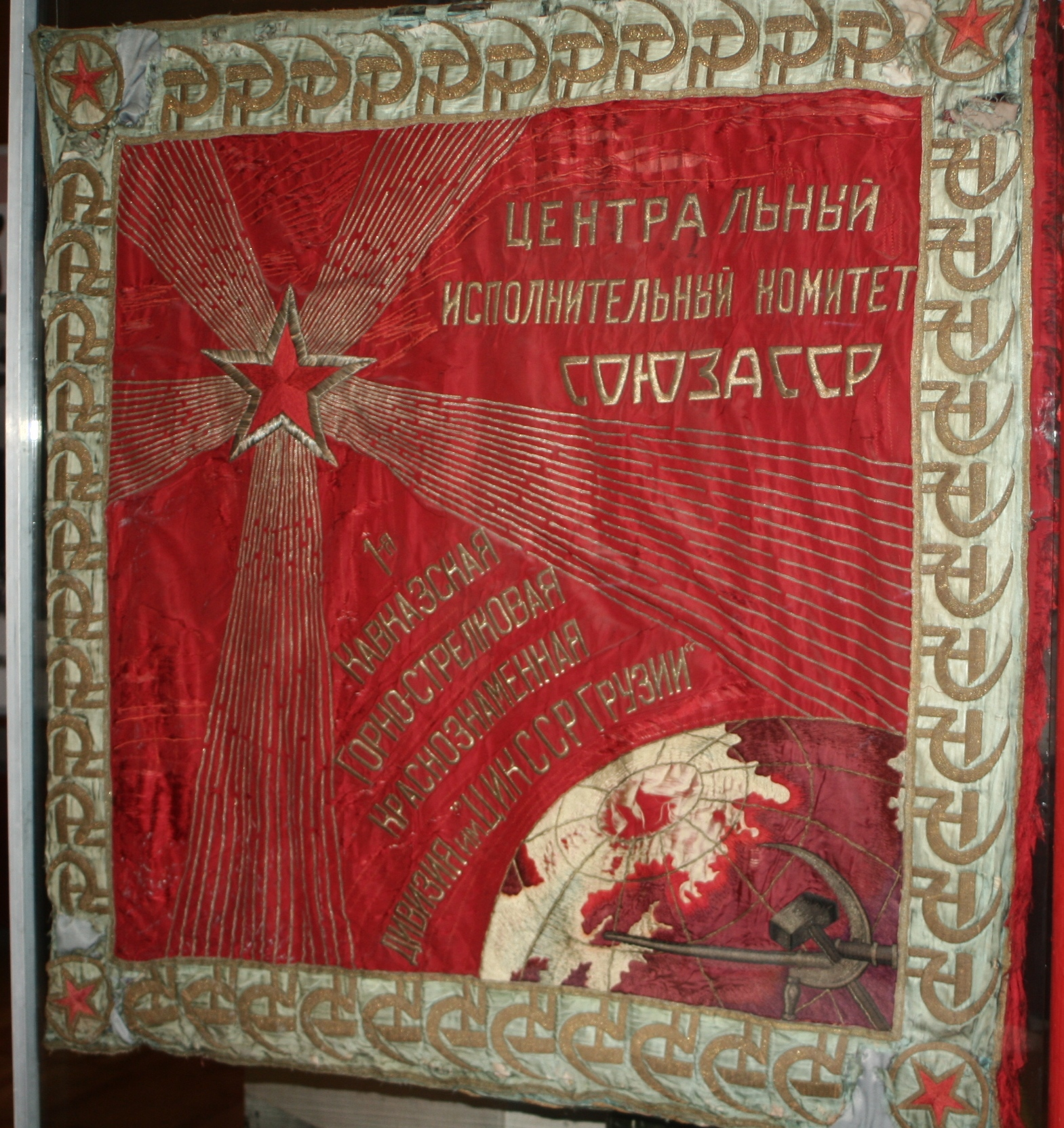
Боевое Знамя 1-й Кавказской гсд. Музей 9-й мсд. Майкоп.
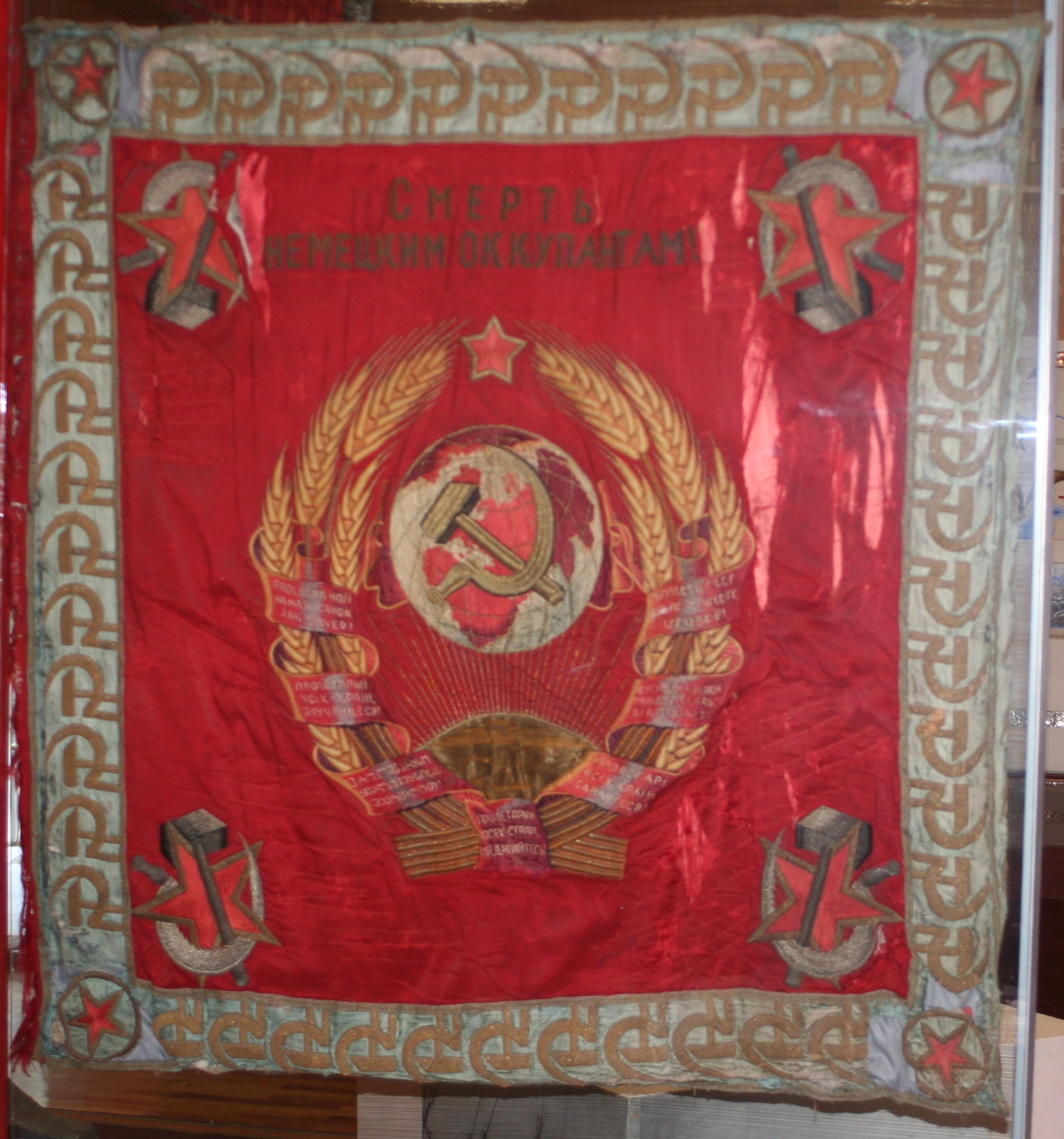
Боевое Знамя 1-й Кавказской гсд (реверс)
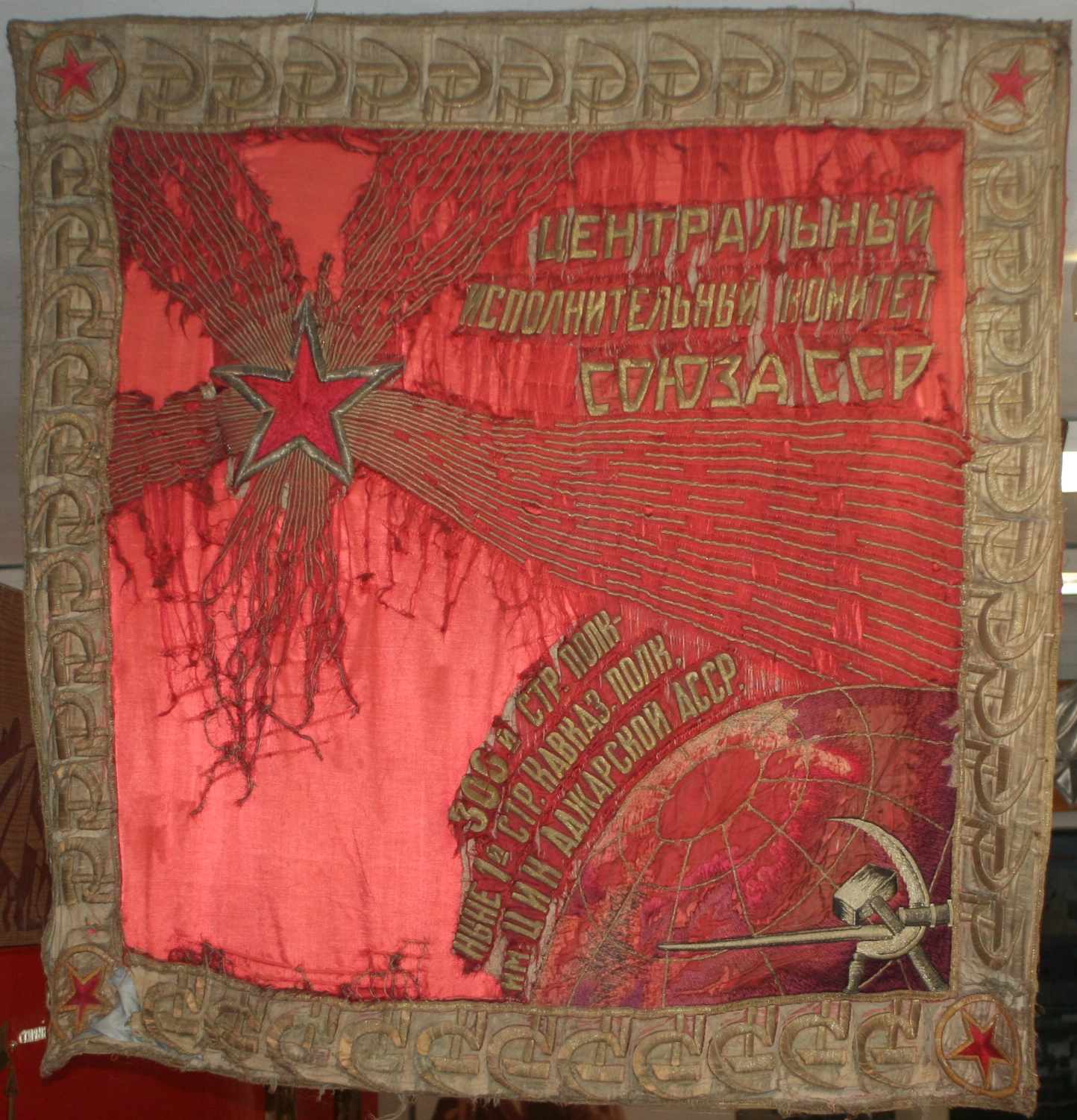
Боевое Знамя.306-й стр. полк-ныне 1-й стр. Кавказский полк им. ЦИК Аджарской АССР. Музей 9-й мсд. Майкоп.
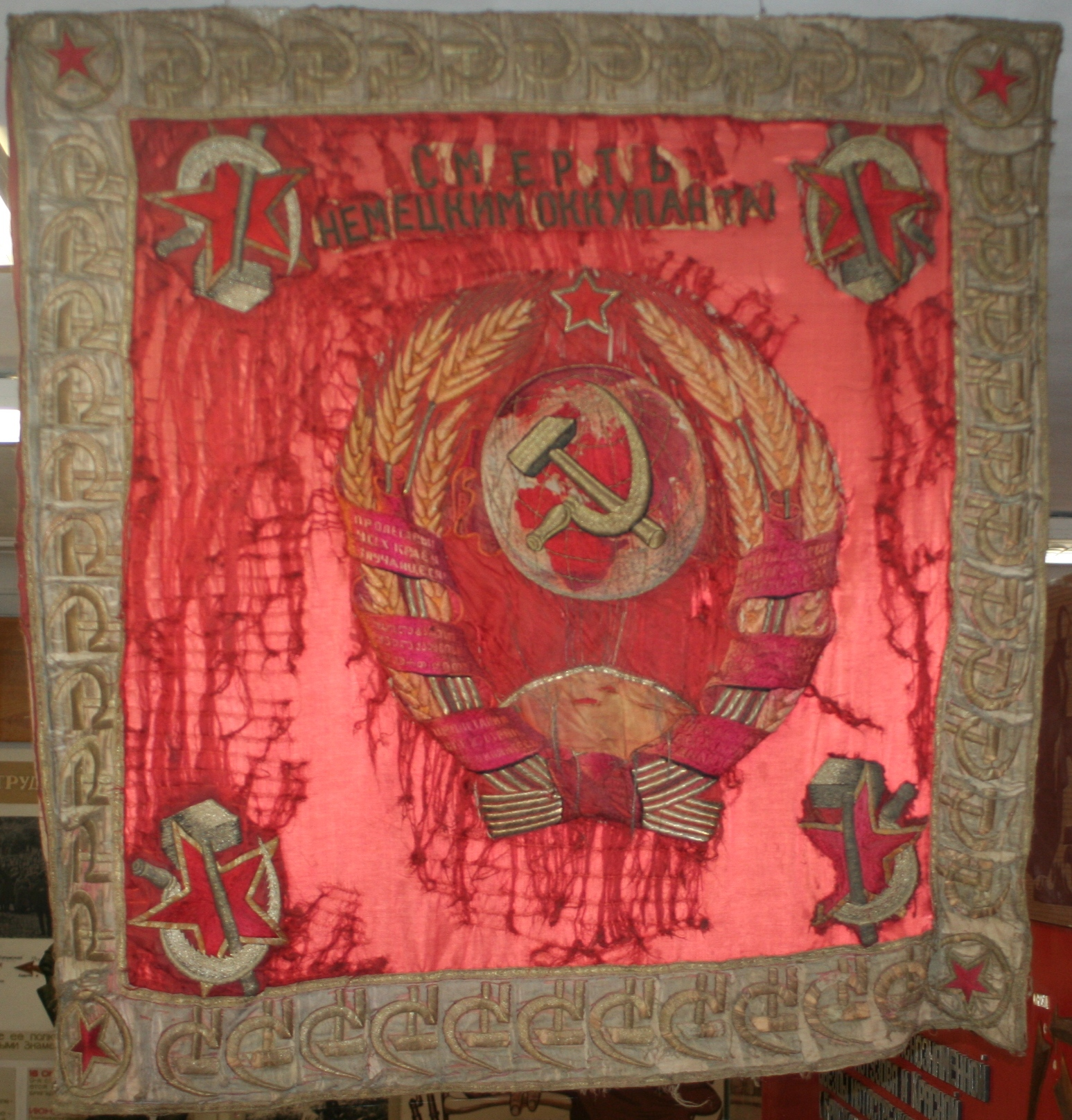
Боевое Знамя.306-й стр. полк-ныне 1-й стр. Кавказский полк им. ЦИК Аджарской АССР (реверс).
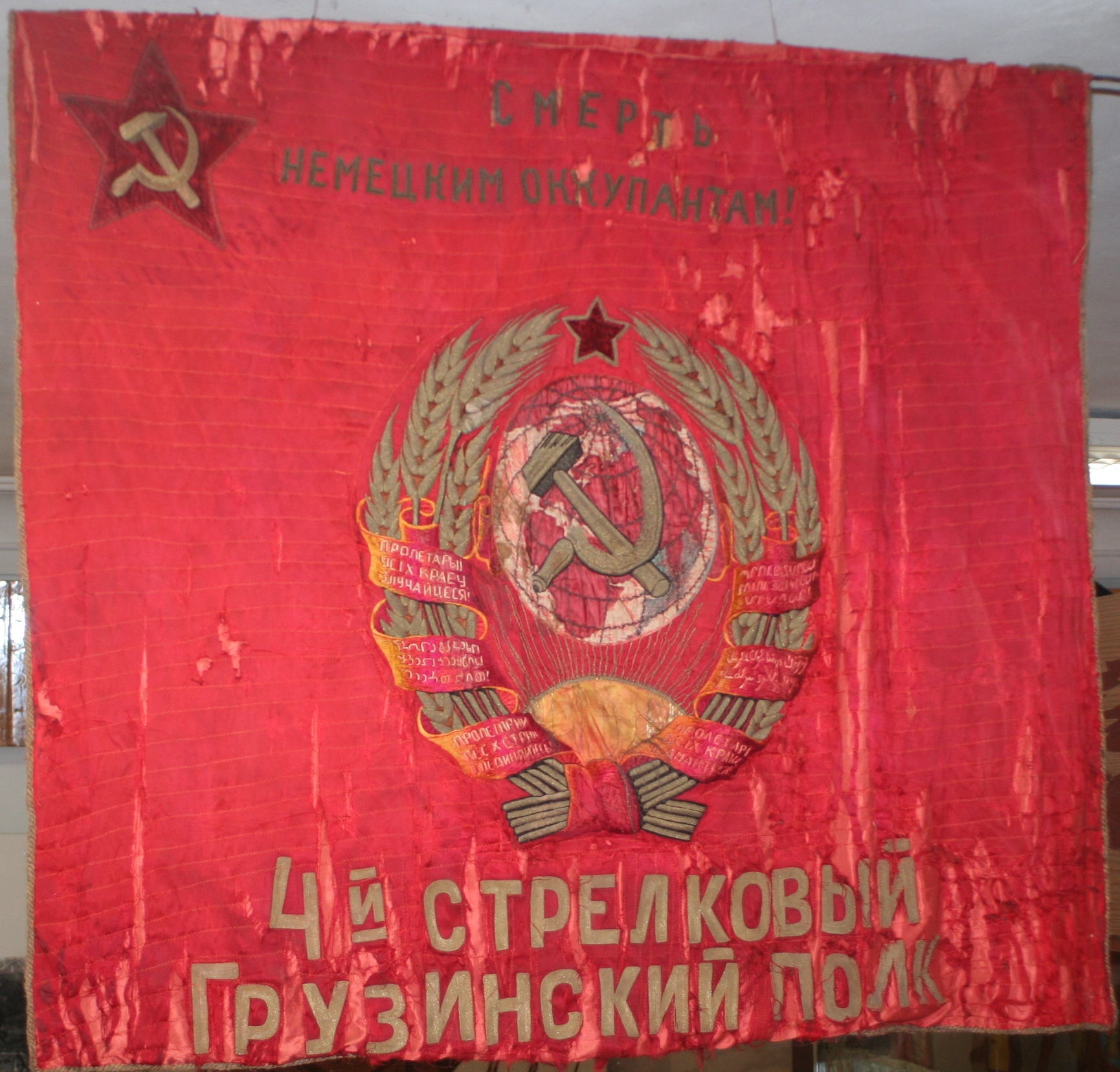
Боевое Знамя. 4-й Стрелковый Грузинский полк 1-й Кавказской сд (гсд). Музей 9-й мсд. Майкоп.
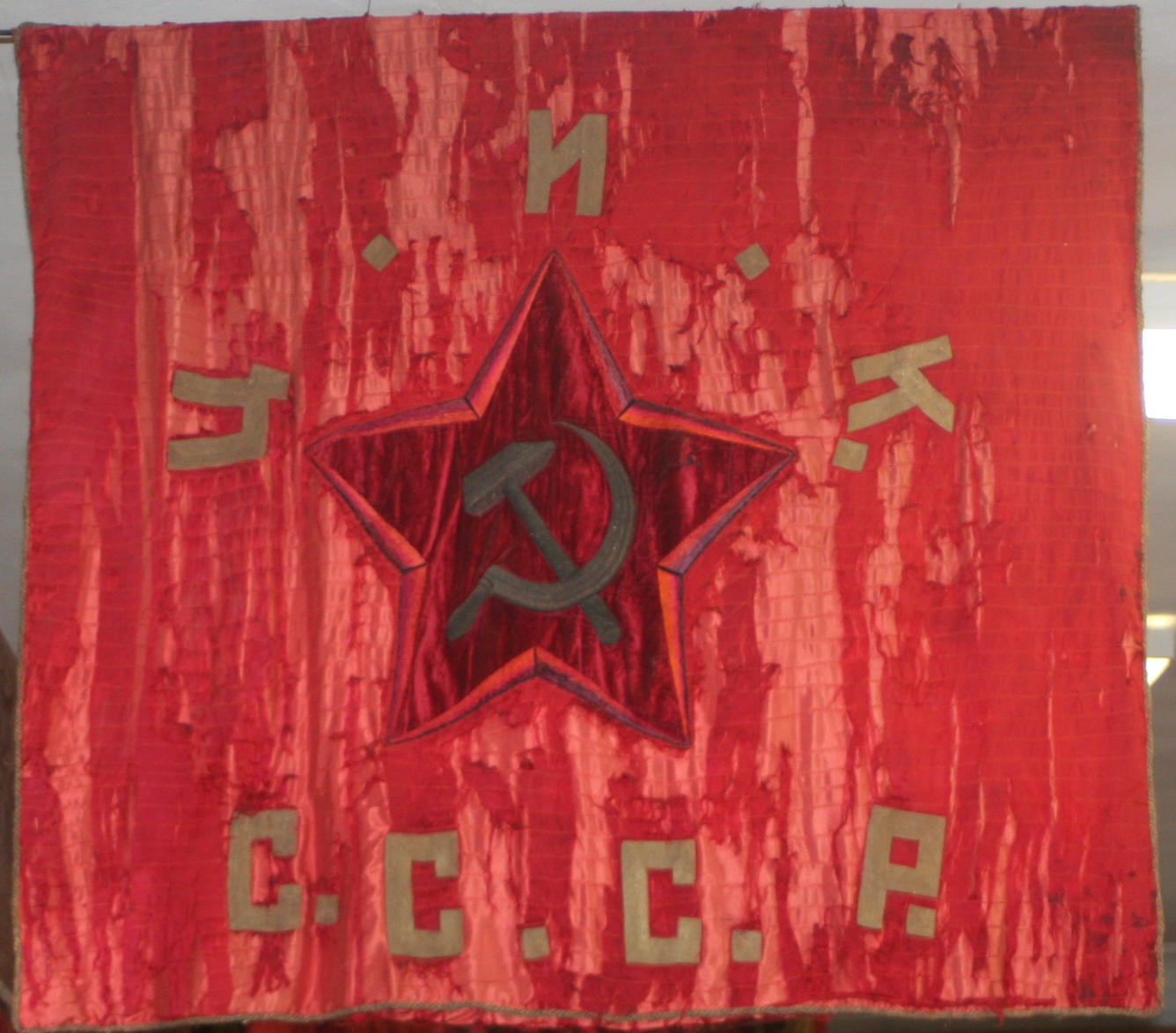
Боевое Знамя. 4-й Стрелковый Грузинский полк 1-й Кавказской сд (гсд) (реверс).
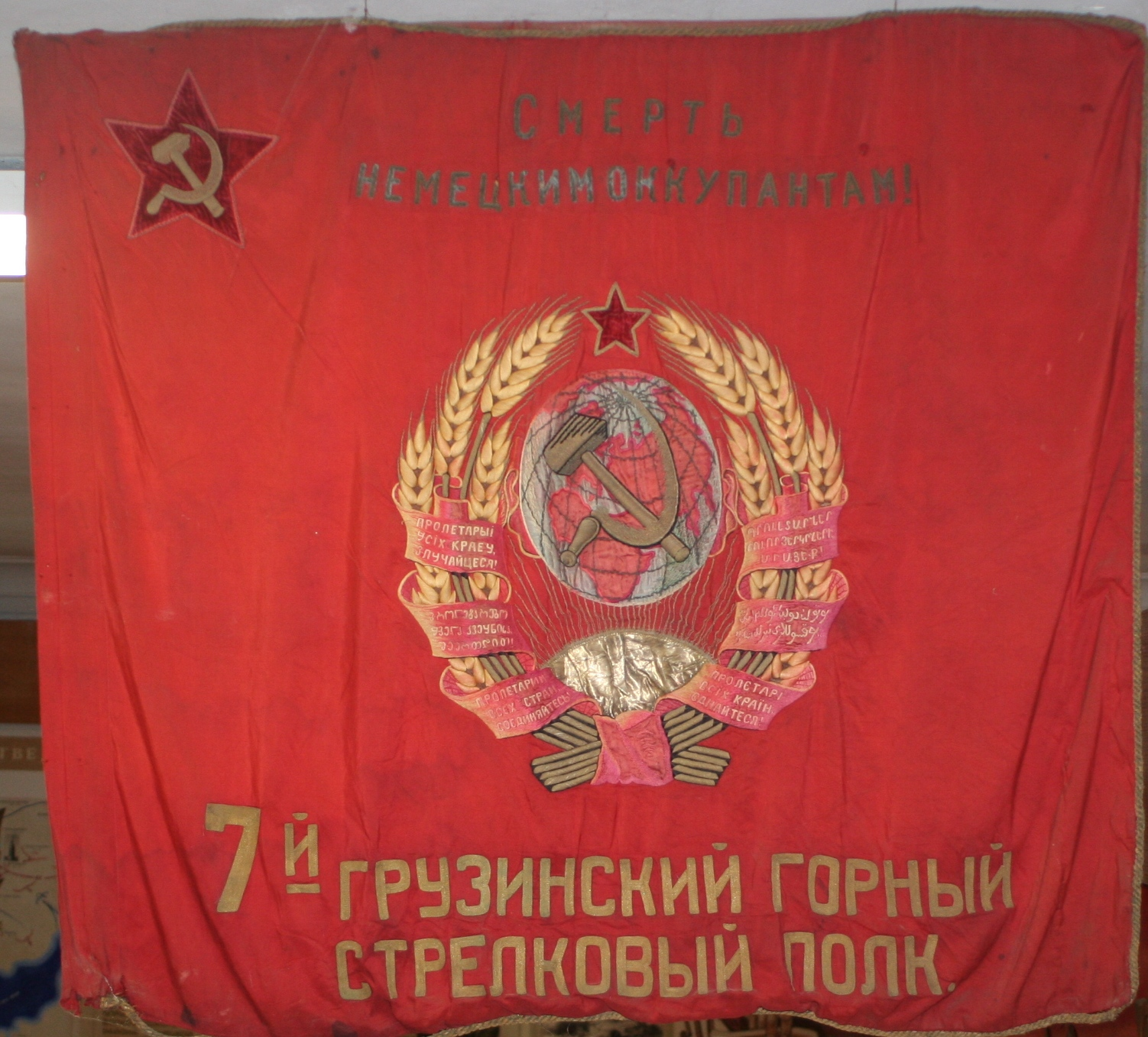
Боевое Знамя. 7-й ГРУЗИНСКИЙ ГОРНЫЙ СТРЕЛКОВЫЙ ПОЛК 1-й Кавказской гсд. Музей 9-й мсд. Майкоп 2014.
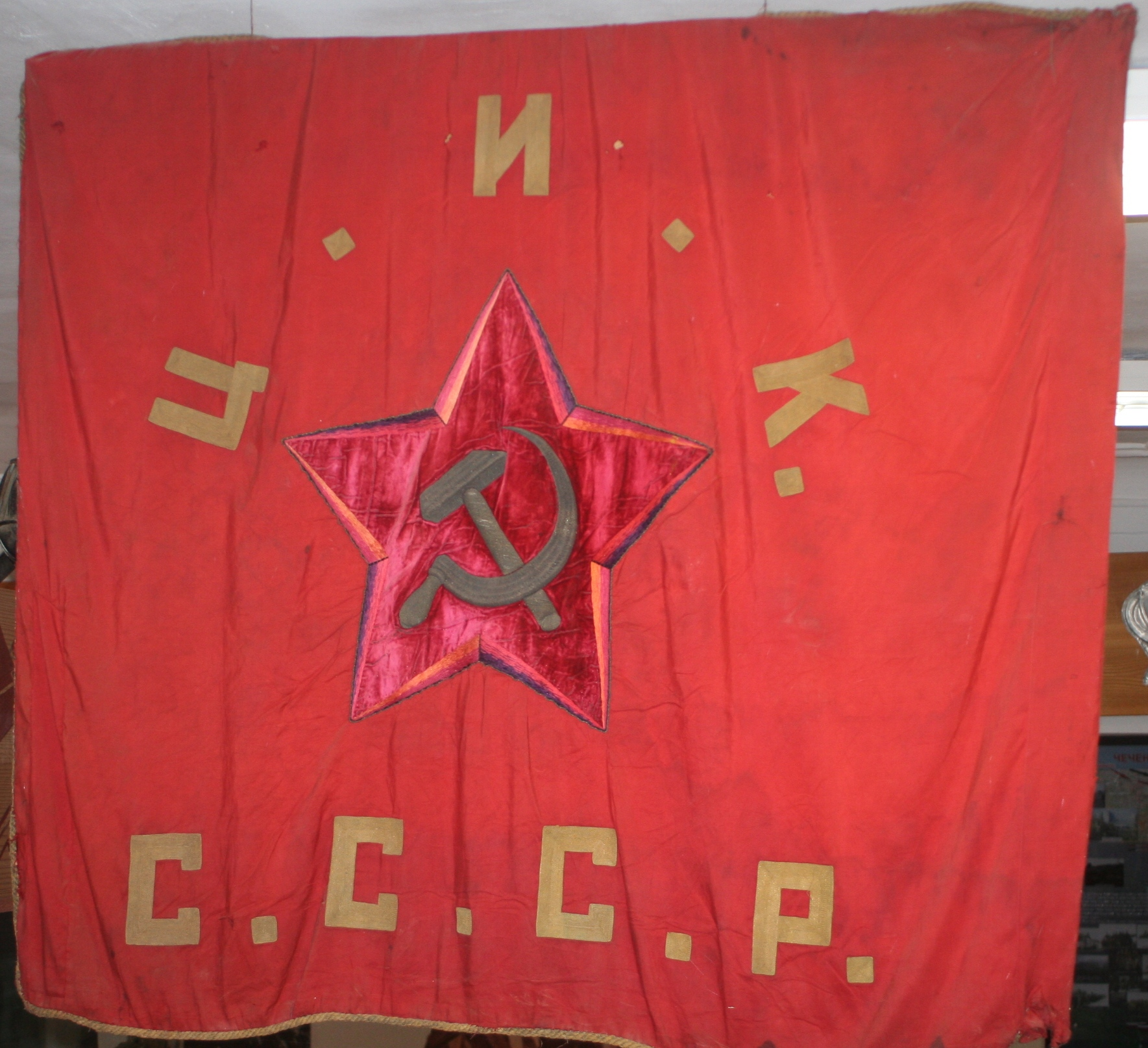
Боевое Знамя (реверс)7-й ГРУЗИНСКИЙ ГОРНЫЙ СТРЕЛКОВЫЙ ПОЛК (реверс) 1-й Кавказской гсд.

## Отличившиеся воины

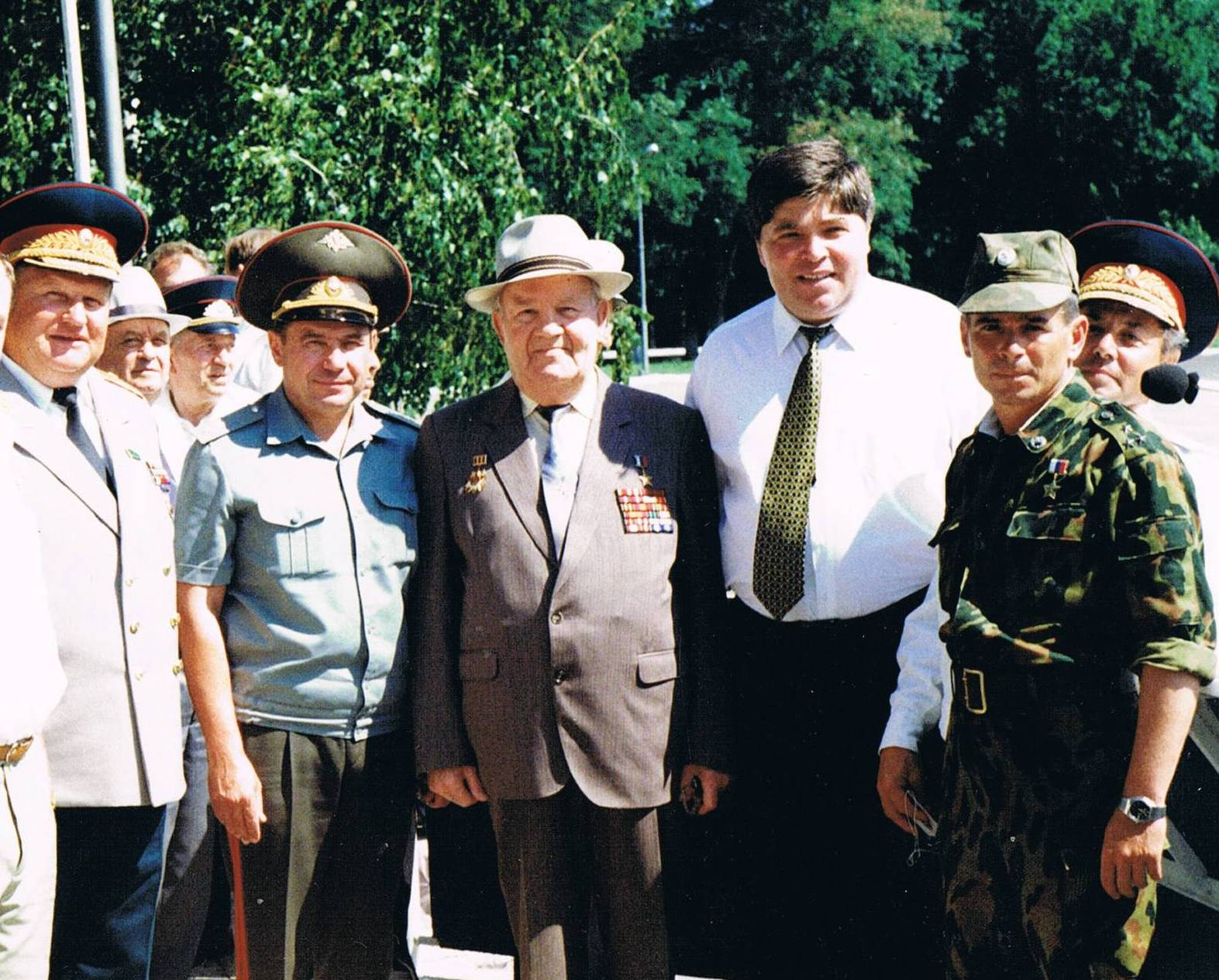
Генералы Дорофеев А. А. Ткачёв Н. Ф., Герой России Дорофеев А. В., премьер-министр Республики Адыгея Тхаркахов М. Х. и Герой России полковник Козлов О.А на 80-летии Краснодарского Краснознамённого соединения. 131-я омсбр. Майкоп 1998 год.

### Воины дивизии
- Гизатуллин, Хамазан Гатауллович Герой Советского Союза начальник штаба мсб 428-го мсп, майор.
- Громов, Борис Всеволодович (р. 1943, Саратов) —Командир батальона, начальник шьаба и командир 428 мсп, начальник штаба 9-й мсд, советский и российский военачальник и политик, член Совета Федерации. Генерал-полковник (9 мая 1989), Герой Советского Союза (3 марта 1988). Губернатор Московской области (2000—2012).
- Маслов, Василий Тимофеевич командир

9-й гсд (4.05.1939 — 15.10.1941) полковник 
- Сапунов, Николай АндреевичГерой Советского Союза заместитель коиандира 340-го артиллерийского полка по тылу.
- Капитонов Михаил Михайлович[24], разведчик 193-го пластунского полка, сержант. Участник Парада Победы.
- Карабанов Степан Тимофеевич[25], командир отделения 140-го отдельного сапёрного батальона
- Кича Павел Дмитриевич[26] Помощник командира разведвзвода 193-го пластунского полка, старший сержант. Участник Парада Победы.
- Новоятлов, Николай Николаевич Служил в 9-й мсд
- Шаров Василий Иванович[27], механик-водитель САУ 1448-го самоходного артиллерийского полка
- Кравченко, Семён Евдокимович (20.04.1914—30.06.1991) — парторг батальона 193-го пластунского полка 9-й Пластунской Краснодарской дивизии. Герой Социалистического Труда.
- Панкратьев, Николай Иванович. Герой Социалистического Труда. Командир миномётной батареи 36-го пластунского полка
- Кравченко, Семён Евдокимович (20.04.1914—30.06.1991) — парторг батальона 193-го пластунского полка 9-й Пластунской Краснодарской дивизии. Герой Социалистического Труда.
- Листопад, Георгий Ефремович Академик РАСХН, профессор д.т. н. — командир противотанковой батареи 36-го пластунского полка.[28]
- Самсонов, Виктор Николаевич (род. 10 ноября 1941, Духовницкий район, Саратовская область, РСФСР, СССР) —нш 121-го мсп, советский и российский военный деятель, начальник Генерального штаба ВС РФ (1996—1997), генерал армии.
- Дбар, Сергей Платонович(1946—2002) с августа 1987 по сентябрь 1989 года полковник, начальник оперативного отдела — заместитель начальника штаба 9-й Краснодарской Краснознамённой орденов Кутузова и Красной Звезды мотострелковой дивизии Герой Абхазии (генерал-лейтенант).похоронен в родовом доме с. в Мгудзырхуа[29]

### Отличившиеся воины бригады

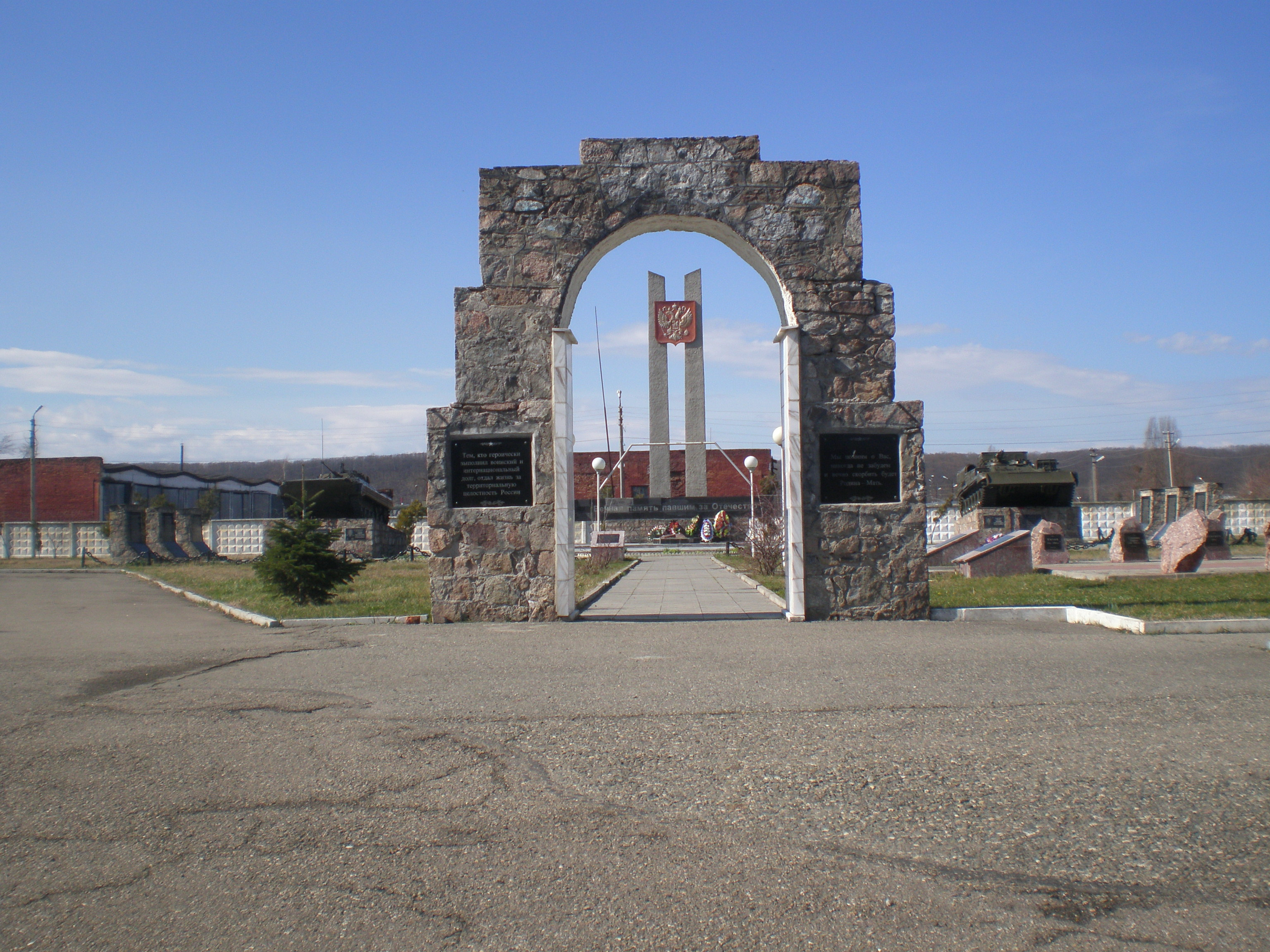
Мемориал воинам, павшим в локальных конфликтах. Майкоп, март 2013. Адыгея.

- Клупов, Рустем Максович помощник начальника разведки 131-й омсбр. Герой Российской Федерации
- Козлов, Олег Александрович (род. 20 апреля 1963 года)— первый заместитель командира 131-й отдельной мотострелковой бригады, генерал-майор. Герой Российской Федерации
- Осокин, Евгений Анатольевич (1974—1996) — командир взвода 529-го отдельного мотострелкового батальона. Герой Российской Федерации (посмертно).
- Савин, Иван Алексеевич (1953—1995) — командир бригады, Герой Российской Федерации (посмертно).
- Семенков, Владимир Владимирович (1974—2007) — командир взвода 529-го отдельного мотострелкового батальона.Герой Российской Федерации

### Почётные ветераны соединения
Удостоены звания «Почётный ветеран» соединения за особый вклад в дело патриотического воспитания воинов соединения и ветеранское движение:
- Волосецкий, Роман Петрович — полковник Командир 47-й гвардейской отдельной ракетной бригады
- Зарудницкий, Владимир Борисович- Генерал-лейтенант, командир бригады, Начальник ГОУ ГШ ВС РФ.
- Иванов, Анатолий Георгиевич — Депутат Госсовета-Хасэ Республики Адыгея
- Куадже, Аслан Аюбович — полковник Командующий ракетными войсками и артиллерии 58-й армии. Руководитель Совета ветеранов Адыгеи.
- Марков, Александр Васильевич- Руководитель шефского предприятия Управления по добыче и транспорту газа.
- Письмак Сергей Григорьевич подполковник, Депутат Госсовета-Хасэ Республики Адыгея, начальник ГДО
- Тхагапсов, Меджид Махмудович- Контр-адмирал. Советник Президента РА
- Усоян Важа Титалович — полковник Председатель регионального РОСТО (ДОСААФ)
- Черниченко, Михаил Николаевич — Глава Майкопа
- Щепин, Юрий Фёдорович — Советский военачальник, генерал-лейтенант.

Руководители Совета ветеранов соединения
- 1945-1946- генерал-майор Метальников П. И. командир 9-й пластунской стрелковой дивизии.
- 1946—1948 полковник Петрашин И. М. начальник политотдела 9-й пластунской стрелковой дивизии.
- 1948—1988 Тарасенко, Анатолий Никифорович ветеран 256-го артполка 9-й пластунской стрелковой дивизии. д.ю.н., профессор Кубанского сельхозинститута.
- 1988—1990 Шевченко Павел Иванович подполковник начальник разведки полка 9-й мсд
- 1990—2008 Рудяк, Леонид Соломонович подполковник, заместитель командира 340-го артиллерийского полка, секретарь парткома 9-й мсд
- 2008—2010 Дорофеев, Александр Анатольевич генерал-майор командир 9-й мсд
- с 2010 года Кулешов, Николай Андреевич подполковник, замполит полка.
- c 2014 года Вербицкий, Анатолий Васильевич
- с 2020 года Саркисов Александр Сергеевич

## Марш дивизии
- Ветераны 9-й мсд на Параде Победы в Майкопе. В командную группу входят генерал-майор Александр Дорофеев, полковник Аслан Куадже, генерал-майор Юрий Саленко и подполковник Леонид Рудяк. Республика Адыгея 9 мая 2005 года.

Краснодарская Краснознамённая.
музыка И. П. Шевченко
слова Г. И. Смирнова
- В восемнадцатом, в сердце России
- На гражданской, в боях родилась
- Была названа Курской пехотной
- И походная жизнь началась.
- Украину, Донбасс, Закавказье
- Довелось ей с боями пройти
- Знамя части девятой стрелковой
- Через пекло войны пронести.
- Припев (2 раза):

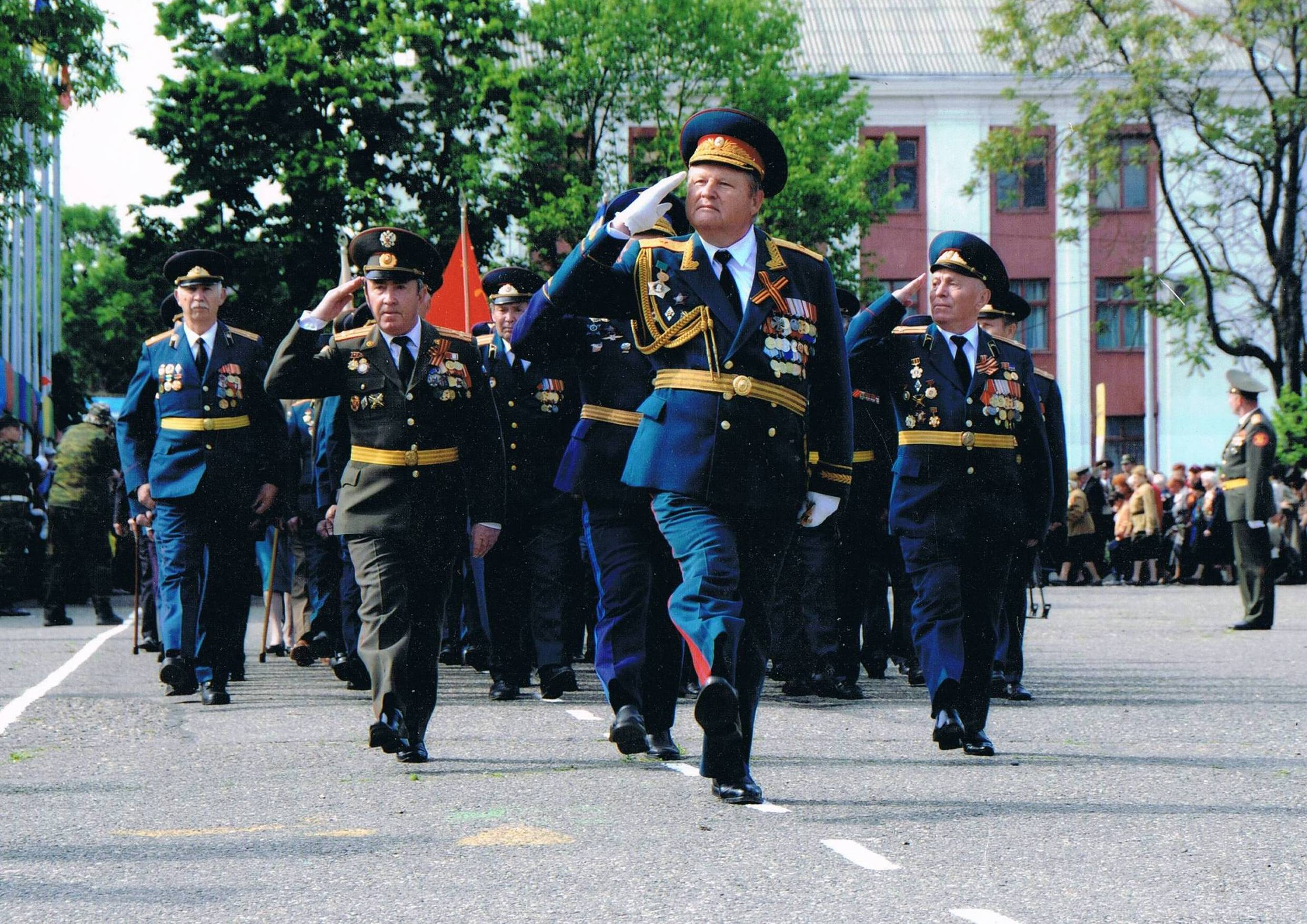
Ветераны 9-й мсд на Параде Победы в Майкопе. В командную группу входят генерал-майор Александр Дорофеев, полковник Аслан Куадже, генерал-майор Юрий Саленко и подполковник Леонид Рудяк. Республика Адыгея 9 мая 2005 года.

- Сто тридцать первая, мотострелковая,
- Мы твои и Отчизны сыны
- Краснодарская, Краснознамённая
- Свято Родине нашей верны.
- В сорок третьем, в жестоких сраженьях,
- Краснодар она штурмом брала,
- По Кубани, от гор Адыгеи
- Путь победный до Праги прошла.
- Закалилась в суровых походах,
- Возмужал и характер бойцов,
- Ордена на полотнищах блещут -
- Доблесть подвигов наших отцов.
- Припев:
- А теперь её смена — бригада,
- Сыновьям рубежи охранять.
- На вокзале столицы Чеченской
- Первый бой ей пришлось принимать.
- Защищая просторы Отчизны,
- Мы клянёмся, о Родина-Мать,
- Боевые традиции части
- Свято чтить, сохранять, умножать.
- Припев: